# Cristianismo
El cristianismo (del latín christianismus, y este del griego χριστιανισμός) es una religión abrahámica basada en la vida y enseñanzas de Jesús de Nazaret. Es la religión más extensa del mundo, con un número estimado de 2400 millones de fieles, siendo el catolicismo la confesión cristiana con más fieles (1406 millones de fieles).
Es una religión diversa tanto cultural como doctrinalmente. Sus principales ramas son el catolicismo, el protestantismo y la ortodoxia. Sus adherentes, llamados cristianos, comparten la creencia de que Jesús de Nazaret es el Hijo de Dios y el Mesías (en griego, Cristo) profetizado en el Antiguo Testamento y que sufrió, fue crucificado, descendió al infierno y resucitó de entre los muertos para la salvación de la humanidad.
Surgió del judaísmo a mediados del siglo I d. C. en la provincia romana de Judea. En sus primeras décadas, el cristianismo era considerado por algunos como una doctrina sectaria de las tradiciones judías ortodoxas. Los primeros líderes de las comunidades cristianas fueron los apóstoles y sus sucesores los padres apostólicos. Este cristianismo primitivo se extendió, pese a ser una religión minoritaria y perseguida, por Judea, Siria, Europa, Anatolia, Mesopotamia, Transcaucasia, Egipto y Etiopía. Durante estos primeros siglos, los Padres de la Iglesia gradualmente consolidaron las doctrinas del cristianismo y elaboraron el canon del Nuevo Testamento.
Algunos de los escritos sagrados cristianos son compartidos con el judaísmo. El Tanaj constituye, junto con la Biblia griega —más antigua que el Tanaj en su forma actual—, la base y la fuente para el Antiguo Testamento de las diferentes biblias cristianas. Por este motivo, el cristianismo es considerado una religión abrahámica.
En el contexto del cristianismo primitivo, después de la muerte de Esteban (primer mártir cristiano) y más aún después de la destrucción del Templo de Jerusalén en el año 70 por los romanos, comenzaron dos procesos: el de la progresiva separación del cristianismo primitivo y el judaísmo rabínico y el de la propagación del cristianismo, como puede verse en los primeros centros de la cristiandad. A los seguidores de Jesús se les dio por primera vez el nombre de «cristianos» en Antioquía, sitio en el que por la predicación de varios discípulos (como Pablo y Bernabé) hubo muchos nuevos adeptos.
La doctrina cristiana desde los tiempos qué existía una misma fe Católica Fraternal se ha afirmado que Jesús fundó una comunidad cristiana jerárquicamente organizada y con autoridad, dirigida por los apóstoles (el primero de los cuales era Simón Pedro). Posteriormente (según los Hechos de los apóstoles), los apóstoles y los primeros seguidores de Jesús estructuraron una Iglesia organizada. Una carta escrita poco después del año 100 por Ignacio de Antioquía a los de Esmirna (capítulo 8) es el texto más antiguo que se conserva en el cual se usa el término ἡ καθολική ἐκκλησία (la Iglesia católica o universal):

"Allí donde aparezca el obispo, allí debe estar el pueblo; tal como allí donde está Jesús, allí está la Iglesia católica."

El mismo Ignacio de Antioquía testimonia la existencia de un clero en tres grados que consistía en obispos, presbíteros y diáconos. En el siglo III, san Cipriano, obispo de Cartago, habla de una jerarquía monárquica de siete grados, en la cual la posición suprema la ocupaba el obispo. En esta jerarquía el obispo de Roma ocupaba un lugar especial, en cuanto sucesor de san Pedro.
San Ireneo de Lyon dice que los bienaventurados apóstoles Pedro y Pablo, habiendo fundado y edificado la iglesia de Roma, entregaron el oficio del episcopado a Lino.
En el año 301, el reino de Armenia, bajo el reinado de Tiridates III, se convirtió en el primer estado en oficializar el cristianismo. En el año 311, se decretó el Edicto de tolerancia de Serdica, que da fin a la persecución contra los cristianos en el Imperio romano. Dos años después, en el año 313, los emperadores Licinio y Constantino I reconocieron la libertad de cultos y legalizaron el cristianismo mediante el Edicto de Milán; luego de lo cual se formuló el credo niceno. En el año 380, el emperador Teodosio I convirtió al cristianismo en la religión oficial del Imperio romano, convirtiendo al Imperio en un estado confesional y teocrático. Desde entonces, el cristianismo ha sido, en sus diferentes ramas, la religión dominante en el continente europeo y ha influido de manera significativa en la cultura occidental y en muchas otras.
La Iglesia de los primeros concilios ecuménicos se conoce frecuentemente como la «Gran Iglesia», porque la Iglesia católica, la Iglesia ortodoxa y las Iglesias ortodoxas orientales estaban en plena comunión. Debido a disputas cristológicas, la Iglesia del Oriente se separó luego del Concilio de Éfeso (431) y las Iglesias ortodoxas orientales se separaron tras el Concilio de Calcedonia (451). La Iglesia católica y la Iglesia ortodoxa se separaron en el "gran cisma" de 1054, en parte por diferencias acerca de la autoridad del papa de Roma. El protestantismo, aunque es en realidad un conjunto de denominaciones, aparece por primera vez durante la Reforma protestante del siglo XVI, por lo que percibían como importantes desviaciones teológicas y eclesiológicas de la Iglesia católica. Como respuesta a la Reforma protestante, la Iglesia católica celebró el Concilio de Trento (1545-1563) e impulsó la Contrarreforma. Con el descubrimiento de América y la expansión europea el cristianismo se extendió por América y otras partes del mundo.

## Etimología
La palabra «cristianismo» proviene del griego χριστιανισμός, christianismós, y esta a su vez de χριστιανός, christianós, ‘cristiano’, la cual a su vez procede del nombre propio Χριστός, Christós, ‘Cristo’, traducción del hebreo Mesías, que significa ‘ungido’. El origen del término se indica en el libro de Hechos de los Apóstoles:

Después fue Bernabé a Tarso para buscar a Saulo; y hallándole, le trajo a Antioquía. Y se congregaron allí todo un año con la iglesia, y enseñaron a mucha gente; y a los discípulos se les llamó cristianos por primera vez en Antioquía.
Hechos 11:26 RVR1960

## Historia
Durante siglos la historia del cristianismo ha estado ligada a la historia social de Europa occidental (y de varias otras culturas y regiones). En resumen, podemos notar la expansión inicial del cristianismo a través de la cuenca del Mediterráneo, su legalización bajo Constantino I el Grande (siglo IV) y el establecimiento como religión oficial del Imperio romano bajo Teodosio I el Grande; el desarrollo de antiguas comunidades minoritarias en Persia, India y China; la conversión de varios reinos europeos; el Gran Cisma donde se separó el cristianismo ortodoxo de oriente del catolicismo (fechado convencionalmente en 1054); la pérdida del norte de África y el Medio Oriente a manos del islam; la Reforma Protestante con la publicación por Martín Lutero de sus 95 tesis en 1517; la expansión del cristianismo en las Américas, Oceanía, Filipinas y Corea del Sur; la división del protestantismo en denominaciones, destacando últimamente el rápido crecimiento del pentecostalismo y los evangélicos; y los debates modernos de la ciencia, criticismo bíblico y el feminismo.
Para ver las contribuciones del cristianismo a la humanidad y a la cultura mundial, véanse los artículos sobre filosofía cristiana, arte cristiano, literatura cristiana, música cristiana y arquitectura cristiana.

### Origen y difusión
El cristianismo tiene su origen histórico en el judaísmo del Segundo Templo de comienzos de la era actual. Si bien Jesús de Nazaret se autoidentificó siempre como un judío devoto, en su doctrina y sus enseñanzas, él mismo se identificó como el camino al Padre Celestial:

Jesús le dijo: Yo soy el camino, y la verdad, y la vida; nadie viene al Padre, sino por mí.
S. Juan 14:6 RVR1960

En los evangelios hay amplia evidencia de que Jesucristo aseguró ser el único camino a Dios, lo cual sería enseñado así mismo por sus primeros seguidores, incluyendo a los apóstoles Simón Pedro y Pablo de Tarso.
La tradición cristiana sitúa la pasión, muerte y resurrección de Cristo en el año 33; no obstante, algunos estudios del siglo XX no toman ese año como fecha incontrovertible para la muerte de Jesús de Nazaret. Hay quienes, al indagar en las fechas, sugieren que pudo haber un desfase de 4 a 8 años entre el inicio del cómputo de la era cristiana y la fecha precisa del nacimiento de Jesús de Nazaret. En adición a esto, no hay clara certeza ni consenso entre estos autores de que este haya muerto a la edad de 33 años, tal como algunos textos bíblicos parecen mostrar.
No se conoce con precisión el número de seguidores que pudo alcanzar el cristianismo en vida de Jesús de Nazaret, ni cuántos seguían dentro de la comunidad cristiana por él fundada tras su muerte, ajusticiado por las autoridades seculares. Pocos años después de su muerte, Pablo de Tarso, un judío que —en el decir de los Hechos de los Apóstoles— poseía la ciudadanía romana, tuvo un papel destacado predicando y poniendo en contacto a diversos grupos cristianos del Oriente Próximo. El carácter misionero de Pablo de Tarso y otras figuras del cristianismo primitivo influyó de forma decisiva en toda la historia posterior del cristianismo.
Al final del siglo I, ya se habían constituido las cuatro corrientes básicas del cristianismo primitivo que terminaron por integrar el canon bíblico, y que podrían esquematizarse escriturísticamente en: (1) el cristianismo paulino, integrado por el corpus de cartas escritas por Pablo de Tarso y su escuela; (2) el judeocristianismo, representado por los escritos derivados de las posturas de Santiago el Justo y de Simón Pedro; (3) el complejo cristianismo sinóptico (que abarca desde el judeocristianismo del Evangelio de Mateo hasta el pagano-cristianismo del Evangelio de Lucas y de los Hechos de los Apóstoles), y (4) el cristianismo joánico.
La tarea de estos primeros cristianos llevó a la formación de comunidades cristianas en numerosos lugares del Imperio romano, especialmente en su parte oriental. El sociólogo Rodney Stark, quien estudió diversas fuentes históricas para su libro El auge del cristianismo, concluyó que hacia el año 300 d. C., el cristianismo estaba difundido tanto entre las clases populares como en un número de personas ricas e influyentes de la sociedad romana, y se aventuró a situar la cifra de cristianos entre el 10 y el 25 % de la población del imperio. Con el edicto de tolerancia del emperador Constantino I el Grande, el cristianismo se convirtió en religión legal y progresivamente en la religión favorecida por el estado. Sin embargo no fue hasta el Edicto de Tesalónica, promulgado por el emperador Teodosio, que el cristianismo se convierte en la religión oficial. En las ciudades el número de cristianos siempre había sido mayor, y hacia el siglo V la población no cristiana del imperio se concentraba masivamente en zonas rurales (pagi), por lo que la religión olímpica acabó llamándose paganismo por ser importante solo en esas zonas.
Una vez convertida en religión mayoritaria del imperio, el cristianismo se expandió a toda Europa. Los pueblos germánicos se fueron cristianizando progresivamente entre los siglos IV y IX. Cirilo y Metodio predicaron a los eslavos en el siglo X. El cristianismo había llegado a las islas británicas en el siglo V, cuando Patricio de Irlanda estaba activo en la región. A partir del siglo VII las potencias cristianas de Europa rivalizaron con las potencias islámicas. En el sur y centro de Europa, con la excepción de las zonas bajo administración musulmana, el cristianismo fue la principal religión desde antes del siglo IX hasta la actualidad. La expansión al norte de Europa y Europa oriental fue más tardía, pero también en esas regiones desde hace siglos el cristianismo ha sido históricamente la religión mayoritaria. Con la expansión europea en América hubo un esfuerzo deliberado por imponer ya sea pacíficamente, ya sea mediante el uso de la fuerza, el cristianismo a las poblaciones de origen americano. Desde el siglo XVI los portugueses hicieron esfuerzos también por llevar el cristianismo a ciertas áreas de África y Asia, que estaban bajo su dominio. El auge del colonialismo europeo en África, Asia y Oceanía aumentó el número de cristianos en todo el mundo.
Según un estudio de 2005, habría en el mundo más de 2100 millones de cristianos, o cerca de un tercio de la población mundial, siendo la religión con más seguidores del mundo. Otro estudio, publicado en 2011, habla de 2180 millones de cristianos en el mundo.

## Creencias

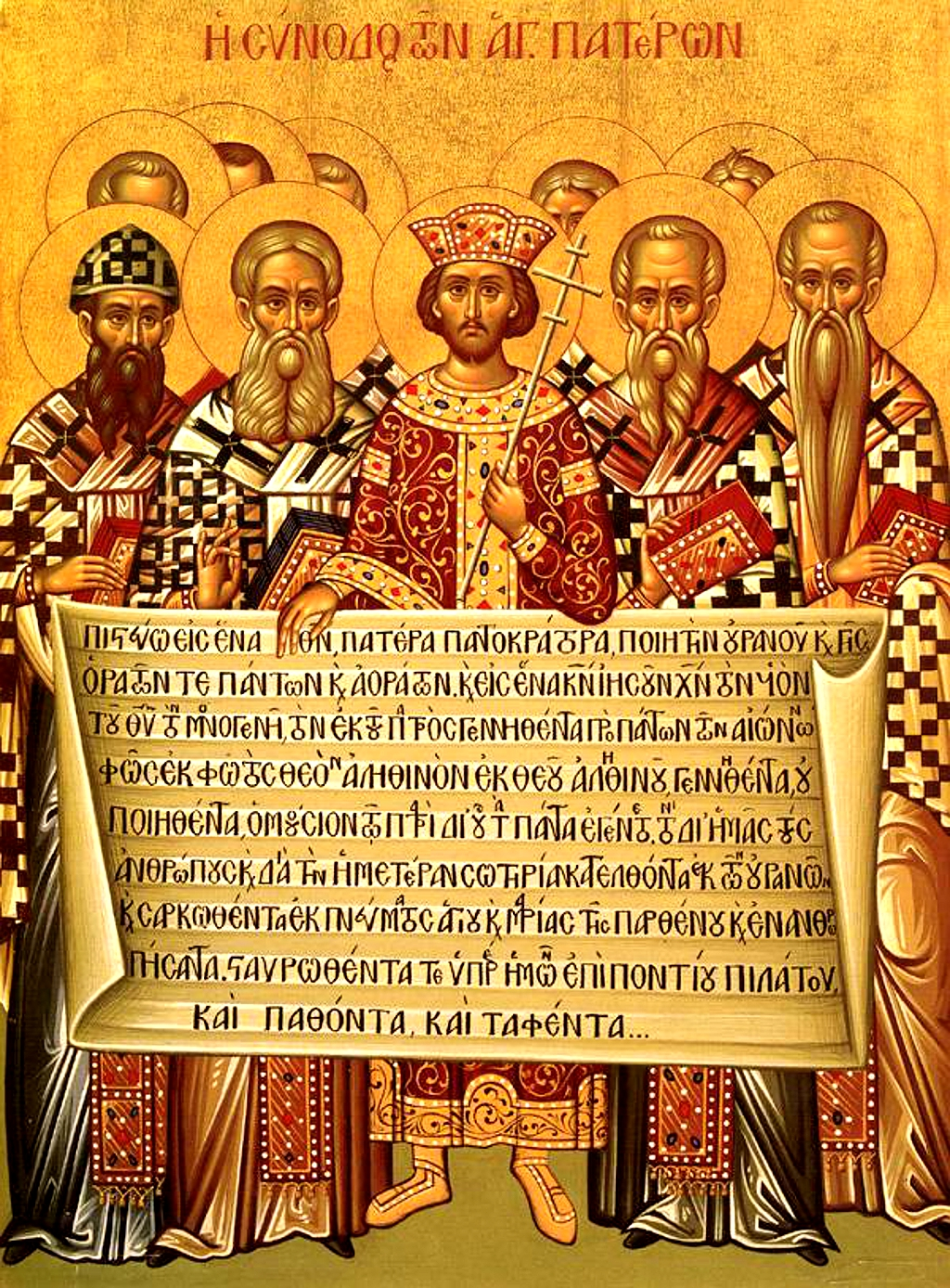
Un icono cristiano oriental representaba el emperador Constantino y los Padres del Primer Concilio de Nicea (325). Sin embargo el texto mostrado no es el Credo de Nicea (325) sino el Credo Niceno Constantinopolitano (381) con el inicial πιστεύομεν (creemos) sustituido por πιστεύω (creo), como en la liturgia.

Existe un núcleo más o menos compartido de creencias y doctrinas entre los diferentes grupos cristianos, si bien algunas de esas doctrinas no son aceptadas por todos. En ese núcleo se encuentra:
- Que Dios es uno y, al mismo tiempo, tres personas distintas (Dios Padre, Hijo y Espíritu Santo; Mateo 28:19) con misiones diferentes; la doctrina de la Trinidad es aceptada por la mayoría de los cristianos en la actualidad, mas no por todos, y es motivo de controversia desde los inicios del cristianismo;
- Que Dios Padre creó y conserva el universo por su Palabra, el Verbo, sin quien no se hizo nada de todo lo hecho (Juan 1:3);
- Que Dios Padre se reveló desde el principio a los hombres y cuidó del género humano para dar vida eterna a todos los que buscan la salvación con la perseverancia en las buenas obras (Romanos 2:6-7);
- Que habló a la conciencia de nuestros antepasados en distintas ocasiones y de muchas maneras por medio de los profetas, y que en la etapa final habló por su Hijo (Hebreos 1:1-2), Jesucristo, hombre verdadero (Jesús de Nazaret), Palabra de Dios hecha carne (Juan 1:14), que lleva a su plenitud la acción del Padre a favor de la humanidad;
- Que fue Jesucristo quien reveló la verdadera naturaleza de Dios, llamando a Dios «su Padre y nuestro Padre» (Juan 20:17) y anunciando la venida del Espíritu Santo (Hechos 1:8), el Espíritu de Dios, Espíritu de la verdad (Juan 16:13), el mismo que lo movió a él y que hizo de sus apóstoles sus testigos.

En cambio, en otras creencias y doctrinas los cristianos difieren entre ellos, por ejemplo, sobre cuál es el criterio válido para aceptar una creencia. Para los católicos y ortodoxos, sus respectivas Iglesias están instituidas o tuteladas de algún modo por Dios para servir de guía a los cristianos. Para los protestantes la principal fuente de conocimiento es la Biblia y la gracia divina que Dios concede a ciertos hombres. En general todos los cristianos reconocen que las acciones que Dios quiere que sean llevadas a cabo están inspiradas por el Espíritu Santo. Los escritos sagrados, entre los que destaca la Biblia, son la principal fuente doctrinal válida de muchas denominaciones, en particular las de corriente protestante.
Otra fuente doctrinal importante es la tradición apostólica (especialmente para la Iglesia católica y la Iglesia ortodoxa), los concilios y los credos, aunque no poseen necesariamente la unicidad de criterios para su aceptación, ya que pueden ser asumidos total o parcialmente, o rechazados totalmente, dependiendo de la denominación. Algunas tradiciones cristianas, tales como los bautistas y las Iglesias de Cristo, aceptan estas creencias, pero no el credo mismo, debido a que los credos son considerados en estos grupos como no pertenecientes a las escrituras. Todo lo anterior sucede también con otros escritos aunque no poseen tanta aceptación como la Biblia. Sin embargo, el catolicismo argumenta que fue gracias a su tradición apostólica que tuvo los criterios para seleccionar los documentos válidos que constituyen el Nuevo Testamento y determinar los apócrifos, durante el año 397 en el concilio de Cartago. Además la imprenta solo se inventó en el siglo XV en Alemania, por tanto los creyentes no contaban con la Biblia para sustentar su doctrina; había muy pocas biblias, pues durante el Medioevo los textos eran copiadas manualmente por los monjes.
Ya desde los primeros tiempos de difusión de las enseñanzas de Cristo y de las diferentes escuelas que formaron los discípulos suyos al final de su vida y sus ministerios históricos, biográficos y humanos, surgieron diferencias muy significativas respecto del papel e importancia de Cristo, de su misión redentora, de su naturaleza y de su glorificación, y de muy numerosas cuestiones doctrinales referentes a su predicación y enseñanzas, la selección de textos que pudieron haberlas descrito de forma más correcta —el Nuevo Testamento, los llamados Logia (dichos o palabras) de Jesús, o bien, los evangelios y escritos gnósticos y apócrifos—, y la interpretación —textual o contextual— de los cuerpos de textos sagrados.
De hecho, de los doce que, según el testimonio de dos de los llamados Evangelios canónicos, habrían sido investidos como apóstoles de forma original, solo cinco de ellos dejaron documentos que fueron admitidos en el Canon del Nuevo Testamento, el resto de los doce —incluyendo a Judas Iscariote—, y algunos de los cinco ya antes mencionados, pasaron a la historia como autores de documentos gnósticos, que, al paso de los siglos, dejaron de ser vistos como textos sagrados, llegando a ser tenidos por apócrifos.
Debe tenerse en cuenta que el nombre de cristianos ha sido compartido a través de los siglos, y no siempre de formas muy armónicas, por grupos numerosos de creyentes, cada cual, a su vez llegó a desconocer como cristianos a grupos con posturas dogmáticas concretas distintas de las propias. Dicho de otra forma, cristianos es el nombre común de grupos tan distintos entre sí como los católicos, marcionitas, arrianos, nestorianos, coptos, jacobitas, ortodoxos, cátaros o albigenses, anglicanos, protestantes, mormones, veterocatólicos y otros tipos de grupos que reflejan posturas dogmáticas concretas más disímiles.
La Iglesia católica adoptó ese nombre luego que los discípulos liderados por Pedro siguieron las instrucciones de Jesús cuando resucitó: “Vayan y lleven las buenas nuevas a todas las naciones”, es decir: catolisis según como se narró en griego en los evangelios. O sea que “católico” es un adjetivo que corresponde al sustantivo “cristianos”. Se acostumbraba así llamarles católicos por su trabajo evangelizador en viajes misioneros de país en país.
Los evangélicos (protestantes) aparecieron con los reformistas quince siglos después y en los últimos tiempos se han denominado más como 'cristianos'. A través de los siglos, todos estos distintos grupos confesionales, o al menos doctrinales, reivindican a Cristo como su Maestro, Líder, Rey, Señor o Dios, y algunos, así mismo, como su Redentor o Salvador, acogiendo con gusto todas sus enseñanzas —o cuerpos doctrinales que en su nombre les fueron entregadas—, y dando testimonio de estos hechos de múltiples maneras, que incluyen el dejarse privar de la existencia antes que renegar de su adhesión a él, o bien, de los valores, ideas o creencias de alguna u otra forma vinculadas a él.
Aunque existen enormes diferencias en las creencias entre unos cristianos y otros, la mayoría de las cuales basadas en diferentes interpretaciones de los mensajes bíblicos, aun así es posible plantear afirmaciones generales que describen las doctrinas de una gran mayoría, entre las que destacan: la pasión, muerte y resurrección de Cristo,

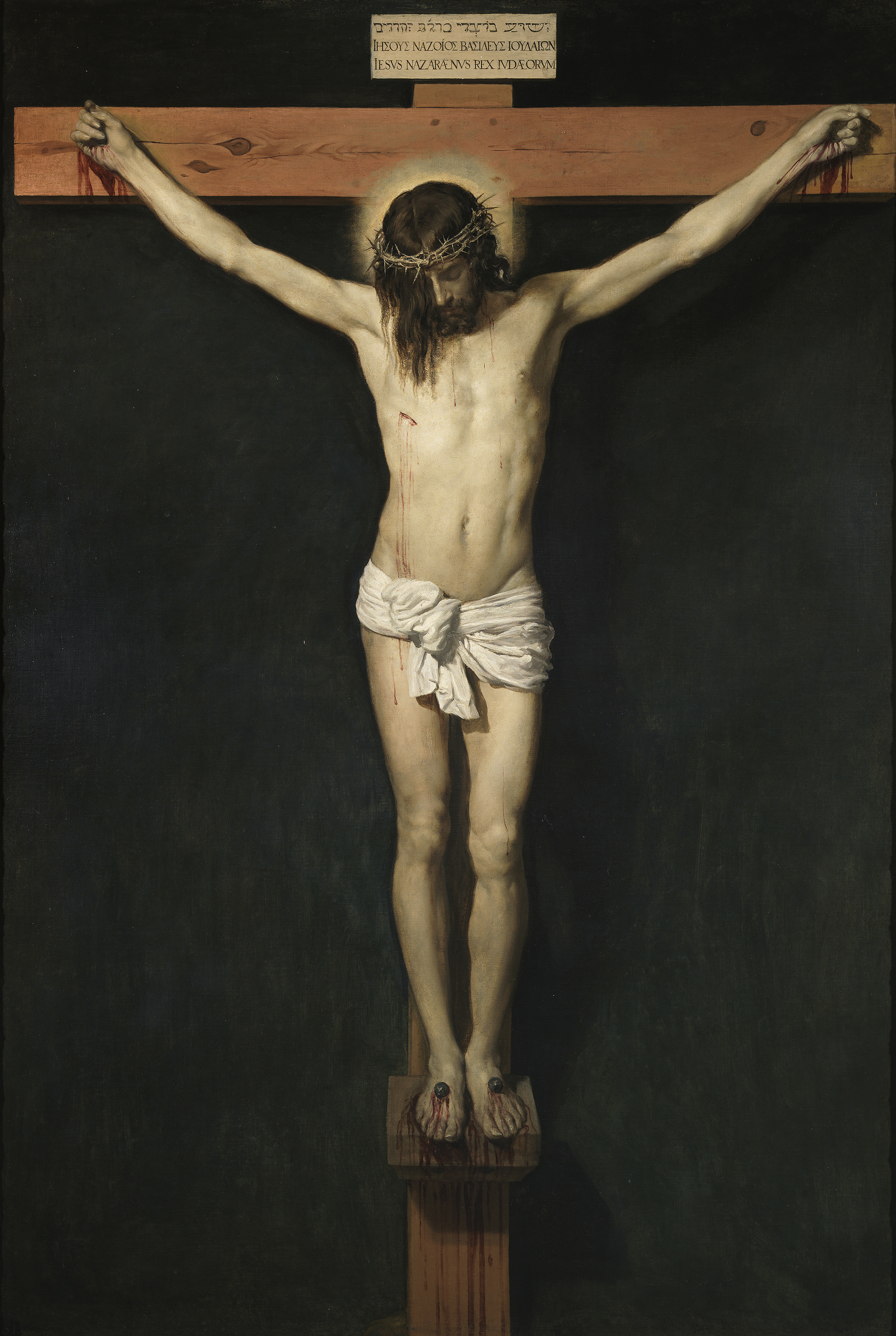
Cristo crucificado, de Diego Velázquez.

- Jesucristo es el Mesías (o Cristo) descrito en el Antiguo Testamento y Nuevo Testamento. Las corrientes principales del cristianismo aseguran que es completamente Dios (o divino) y completamente humano.
- La Trinidad, esto es, que Dios es un ser único y eterno que existe como tres personas eternas, distintas e indivisibles: Padre, Hijo (Logos divino, encarnado en la persona de Jesucristo), y el Espíritu Santo.
- La salvación, mediante conversión,[Nota 5] perdón de los pecados, y la victoria sobre todas las consecuencias del pecado. Esta salvación es otorgada por la gracia de Dios y fue conseguida por Jesucristo en su crucifixión y su posterior resurrección, mediante la cual se obtiene la vida eterna. La rama teológica que estudia cómo sucede esto se denomina soteriología.
- La ascensión de Jesucristo al cielo, la instauración del Reino de Dios o del señorío de Jesucristo y su Segunda Venida.
- La “Resurrección General”, en la cual las personas que han muerto junto con los que se encontraren vivos para ese momento se levantarán de la muerte al final del tiempo, para ser juzgadas por Jesucristo.

No todos los cristianos han aceptado completamente estos estatutos de fe. De hecho, la mayor parte de los credos apuntan a diferenciar ciertas creencias de otros cristianos primitivos, los cuales son tomados usualmente como heréticos, ya que representan una divergencia consciente de la corriente principal del cristianismo. La mayoría de las disputas se centran en la divinidad de Jesús, la Trinidad, o ambos. Ejemplos de esto incluyen a los grupos ebionitas, los cuales niegan la divinidad de Jesús; los no trinitarios o unitarios, que rechazan el dogma de la Trinidad; los grupos docetistas, que niegan que Cristo haya sido humano; o los arrianos, quienes consideran que el Hijo de Dios es una criatura creada por Dios, pero no Dios mismo, entre otros.

### Escrituras

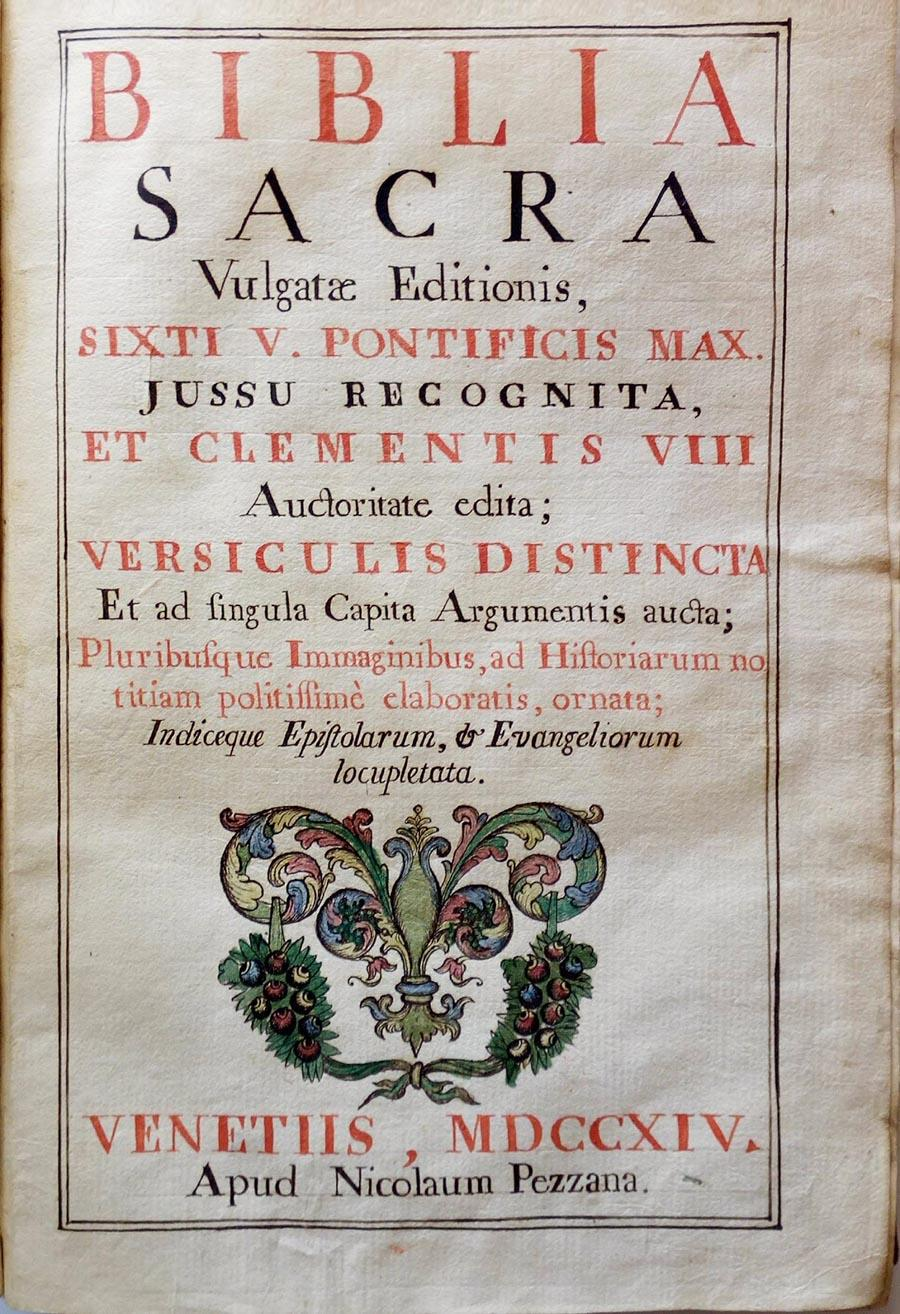
Biblia Vulgata Sixtina Clementina.

Existe dentro del cristianismo una agrupación de libros que se conoce como Biblia, que contiene texto sagrado para su consideración y obediencia. Las distintas denominaciones cristianas varían en cuanto a la forma de traducción e interpretación de dichas escrituras.

#### Textos
Virtualmente todas las Iglesias cristianas aceptan la autoridad de la Biblia, la cual incluye el Antiguo Testamento y el Nuevo Testamento, si bien el canon bíblico, o libros que se incluyen, difiere entre las diferentes denominaciones, como es el caso del Antiguo Testamento.
Las distintas Iglesias cristianas ortodoxas, así como diversas Iglesias orientales de dogma nestoriano y eutiquiano, y la Iglesia católica, incluyen en sus Biblias otros libros llamados los deuterocanónicos, que las comunidades cristianas primitivas habían recibido en la Biblia Septuaginta, bastante más extensa que el Tanaj judío hebreo-arameo, de las comunidades israelitas de habla griega de todo el Mundo Clásico.
Debido a la ignorancia de algunos de los Padres de la Iglesia de esta transferencia cultural, la Iglesia occidental mantuvo una postura bastante reservada hacia estos escritos, los deuterocanónicos, durante algunos siglos (III al V). Pero ratificó su pertenencia al canon de la Biblia en los Concilios II de Roma (382), III de Hipona (393), III de Cartago (397) y IV de Cartago (419).
Durante la Reforma protestante del siglo XVI, Lutero decidió que esos libros no eran inspirados, y retomó el Tanaj como su fundamento para el canon del Antiguo Testamento. Además consideró sospechosos al Apocalipsis, la Epístola a los Hebreos, la Epístola de Judas y la Epístola de Santiago, que fueron omitidos o impresos al final de algunas Biblias luteranas desde el siglo XVII y hasta el presente. En medio del debate suscitado, la Iglesia occidental ratificó la decisión de recibirlos como parte del canon durante los trabajos del Concilio de Trento (1546).
Las distintas Iglesias cristianas ortodoxas, nestorianas de Oriente y eutiquianas de África, reivindican posturas bastante más eclécticas, pues asumen posturas de Padres de la Iglesia junto a las decisiones conciliares tempranas de la Iglesia católica. A causa de lo cual, el canon de sus Biblias es bastante más amplio que el canon de la Iglesia católica, e incluye el Salmo 151, la Oración de Manasés, el Libro III de Esdras y el Libro III de los Macabeos (además de estos, el Libro IV de Esdras y el Libro IV de los Macabeos figuran, así mismo, en muchas importantes versiones y ediciones de la Biblia).
Cada grupo cristiano suele llamar apócrifos a todos los escritos no incluidos en su versión del canon, si bien las diferentes confesiones dentro del cristianismo coinciden en el uso de este término para hacer referencia a los textos excluidos del canon de las Biblias cristianas ortodoxas. Solamente la Iglesia latina, y algunos protestantes respetuosos, llaman deuterocanónicos a los libros católicos ausentes de las Biblias protestantes. Las Iglesias de Oriente rechazan de manera terminante el uso occidental de distinguir los libros propios del canon amplio, de los protocanónicos comunes a todos los cristianos.
Otros, como los Testigos de Jehová, han producido sus propias traducciones de la Biblia asegurando que se trata de una versión fidedigna y leal con los idiomas originales.
Algunos grupos cristianos también han generado escrituras adicionales y son consideradas como escritura “inspirada”. Ejemplos muy conocidos incluyen los escritos de Ellen G. White, teóloga y doctora de la Iglesia Adventista del Séptimo Día; el Libro de Mormón, adscrito a Jesucristo como otro Testamento, Doctrina y Convenios, y La Perla de Gran Precio, empleados por la Iglesia de Jesucristo de los Santos de los Últimos Días (conocidos popularmente como Iglesia mormona); o las escrituras de Mary Baker Eddy, teórica y fundadora de la Ciencia Cristiana.
Esta elevación de otras escrituras al mismo nivel de las escrituras aceptadas es la mayor causa de disputas entre estos grupos y las principales corrientes cristianas. Se podría esperar que los luteranos y los calvinistas considerasen las interpretaciones de Lutero y Calvino, respectivamente, con similar reverencia, pero no es así; de hecho la mayoría de los teólogos católicos y protestantes están de acuerdo en que no son de ninguna forma “inspirados”.
El grado de sacralidad de los textos bíblicos varía según las distintas denominaciones. En el catolicismo y la Iglesia ortodoxa, el texto suele ser considerado per se digno de algún grado de culto, y es llevado en procesión y colocado en altares o lugares dignificados. En el protestantismo, el texto carece de este tipo de valoración y solo es tomado en cuenta, en forma independiente al libro físico, el contenido de las escrituras y su interpretación; sin embargo, son denominados como 'fundamentales' debido a concentrarse y referirse a la Biblia como si esta fuera Dios mismo.

#### Interpretación
Entre las distintas denominaciones cristianas no existe consenso en la interpretación de la Biblia, lo cual ha sido la principal causa de las divisiones históricas y presentes en la doctrina y práctica cristiana. La posición más extrema en cuanto a la literalidad y conservacionismo del contenido de la Biblia cristiana se ha denominado “fundamentalismo cristiano” y se asocia principalmente al protestantismo. Esto tiene relación a uno de los principios de la Reforma, que es la sola scriptura, de acuerdo a lo cual, se ve a la Biblia como la única y final fuente de fe y doctrinas y asume que cualquier creyente cristiano es capaz de interpretarla.
Católicos, ortodoxos y algunos anglicanos consideran a la Biblia como una fase formativa de la tradición de la iglesia, la cual ha sido continuada mediante decisiones de los concilios ecuménicos, las escrituras de los Padres de la Iglesia y, en el caso del catolicismo, por declaraciones papales.
Una de las causas de las diferencias en las interpretaciones radica en la precisión con la que se han traducido los textos de los originales y se ha transmitido su sentido, con las consideraciones etimológicas y lingüísticas que corresponden.
Debido a esto, existen en el mundo numerosas traducciones de la Biblia, cuyo sentido, muchas veces, carece de la fiabilidad requerida y varía su sentido, hasta el punto de generar controversias doctrinales o de aplicabilidad entre quienes las interpretan.

### Escatología

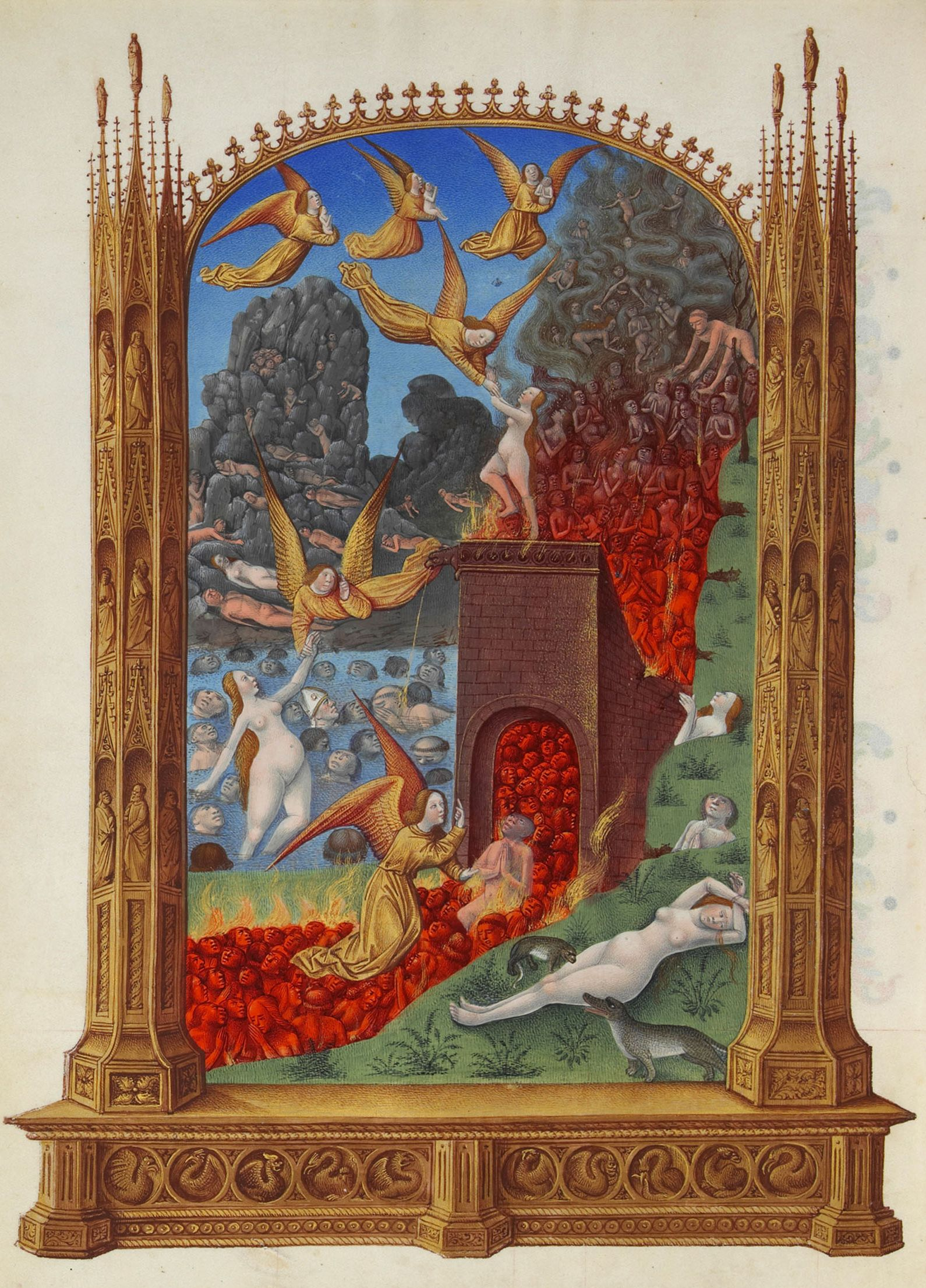
Representación artística del Purgatorio.

Las visiones de los cristianos de la vida después de la muerte generalmente involucran el Cielo (también llamado Paraíso) y el Infierno. El catolicismo, desde los primeros siglos, cree en un lugar intermedio llamado Purgatorio. A excepción de este último (cuyos habitantes entrarán finalmente al Cielo, después de una “purificación”), la permanencia en estas regiones es usualmente asumida como eterna. Hay, sin embargo, algunos debates en este último punto, por ejemplo entre los ortodoxos.
Muchos cristianos interpretan la “salvación” como la posibilidad de entrar al Cielo como don de Dios (y escapar del infierno) después de la muerte. La pregunta de “quién se salvará” ha sido considerada como un misterio por muchos teólogos, aunque los protestantes lo consideran como un tema de aceptación de Jesús como único Señor y Salvador, rasgo que es solo la expresión de un hecho consumado para los predestinacionistas, como los calvinistas. La creencia de que todos serán o podrán ser salvados se conoce como universalismo que deriva de la idea de Apocatástasis aceptada entre otros por los ortodoxos griegos.
Generalmente no está claro cómo la vida después de la muerte se ajusta con la doctrina de la Resurrección General, en cuestiones como, por ejemplo, si la vida eterna comienza inmediatamente después de la muerte, o al final del tiempo; y si esta vida después de la muerte involucrará la resurrección de un cuerpo físico o en una forma espiritual glorificada. La mayoría de los cristianos aseguran que un alma sin conciencia sobrevive a la muerte física del cuerpo, aunque otros rechazan esto diciendo que solamente los buenos serán físicamente “resucitados”, mientras que los otros permanecerán en la tumba.
En cambio, algunos grupos, como los Adventistas del Séptimo Día y los denominados Testigos de Jehová, aseguran que los muertos están inconscientes e impotentes en sus sepulcros, que no existe nada que sobreviva a la muerte del cuerpo físico, y que en la resurrección Dios devolverá la vida a quienes Él tenga en su memoria, tanto personas justas como injustas. Por lo tanto, lo que creen los Testigos es que la resurrección significará una reconstrucción completa de los seres humanos fallecidos que están durmiendo en el sueño de la muerte.
Algunas denominaciones cristianas, tratadas como apóstatas por las más numerosas o representativas corrientes existentes dentro del cristianismo, han promovido la creencia en la reencarnación (principalmente el Nuevo Pensamiento e iglesias de la Nueva Era) o espíritus (muchas iglesias espiritistas se identifican a sí mismas como cristianas). Estos grupos normalmente aseguran que tales doctrinas se pueden encontrar en la Biblia o en la tradición cristiana primitiva.

### La venida de Cristo

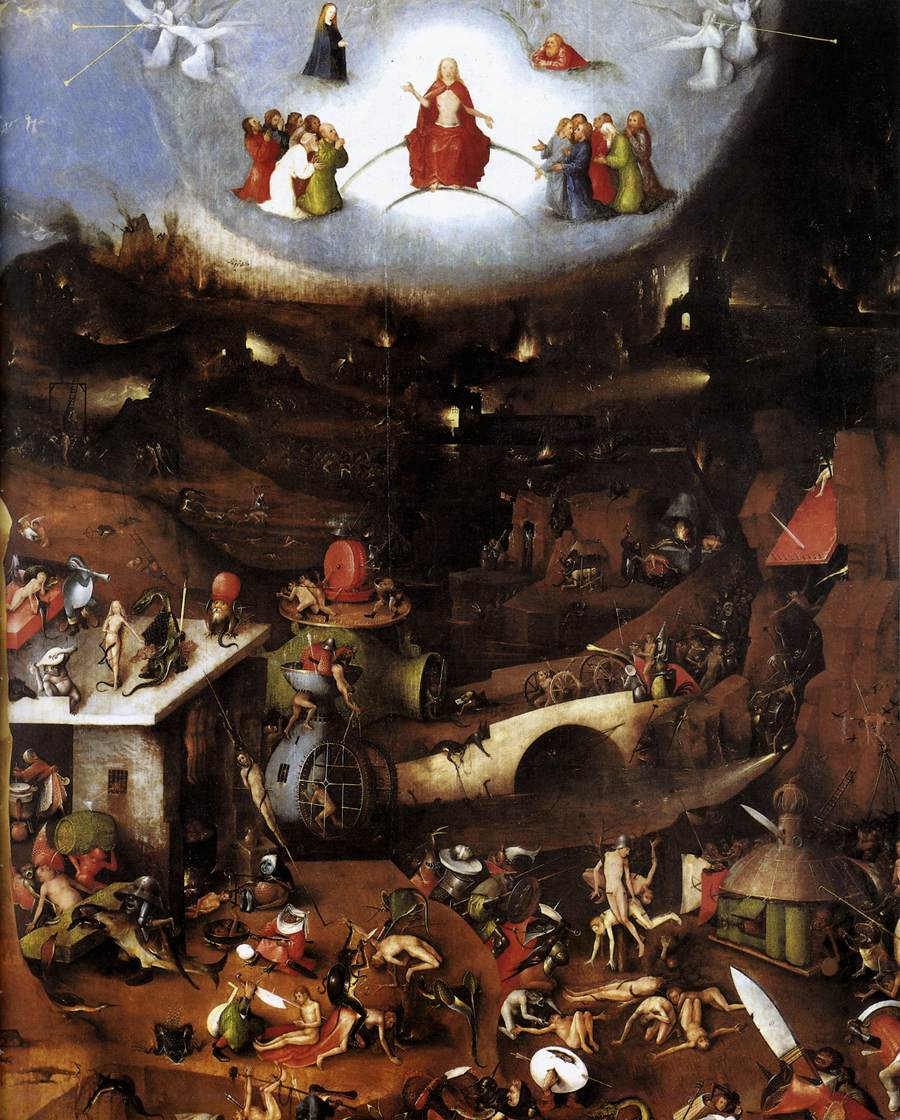
El juicio final por el Bosco.

El Credo Niceno afirma que este mundo algún día llegará a su fin, cuando Cristo vuelva (véase Segunda Venida) para juzgar a los vivos y a los muertos e inaugurar un cielo nuevo y una tierra nueva. Además de esta importante doctrina, los cristianos mantienen diferentes opiniones del tiempo, significado y naturaleza de los eventos que preceden el retorno de Cristo. Varias interpretaciones escatológicas, como el Futurismo, añaden detalles como el reinado del Anticristo, el Armagedón, el Rapto y el Milenio. Aunque son de mucha importancia para ciertos grupos, la mayoría de los cristianos y de las denominaciones no dan un gran énfasis a las enseñanzas escatológicas, y se enfocan en el evangelio y las enseñanzas de Cristo. Algunos cristianos esperan que estos eventos ocurran en un futuro muy distante, mientras otros lo interpretan de manera simbólica.
Otros insisten en que el Juicio Final es inminente, siguiendo una antigua línea de pensamiento, el cual posiblemente se extiende a Jesús mismo. Aunque Jesús no dijo el “día o la hora”, algunos han intentado predecir el fin del mundo en el año 1000 (la “Larga Noche de Terror”), 1666, 1844 (la Gran Decepción de la historia del movimiento millerita), 2000 y 2001 por nombrar algunos episodios históricos. Tales expectativas son fácil blanco para el humor (por ejemplo, El cuento del molinero de los Cuentos de Canterbury). Aun así, los principales grupos cristianos todavía afirman que, algún día, el Juicio Final vendrá, y muchos no estarán preparados.
Algunos grupos sostienen que todos estos eventos ya están ocurriendo. Los Testigos de Jehová afirman que “los últimos días” referidos en la Biblia comenzaron en 1914, y que Cristo se encuentra gobernando de manera “invisible” desde esta fecha. La Iglesia de la Unificación enseña que Cristo ha retornado en la persona de su fundador, Sun Myung Moon.

## Prácticas

### Sacramentos u ordenanzas

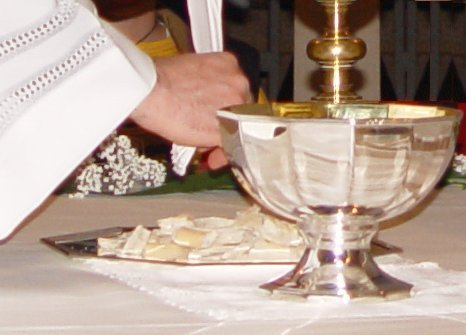
Fracción del pan en la Eucaristía.

En líneas generales, Jesucristo es para los cristianos el Hijo de Dios, por lo que sus prácticas se orientan hacia su relación con Dios, de la cual se desprenden sus actividades típicas.
Dentro de las prácticas protestantes reformadas, ortodoxas y católicas, estas destacan especialmente:
- Bautismo, signo iniciático de introducción al cristianismo. (Bautismo en el Jordán por Juan Bautista);
- Penitencia, signo de perdón, arrepentimiento de los pecados cometidos.
- Eucaristía, signo litúrgico de la Iglesia católica. También conocida como Última Cena o Santa Cena por otros cristianos.
- Confirmación, signo que ratifica la fe en Jesucristo;
- Orden Sacerdotal
- Matrimonio, celebración de la unión de un varón y una mujer ante Dios y la comunidad.
- Unción de los enfermos, signo de asistencia al enfermo o herido.

Las diversas denominaciones surgidas tras la Reforma protestante reconocen mucho menos de siete de estos en número variable; en general, los protestantes reconocen la naturaleza sacramental del bautismo y la Santa Cena (Eucaristía) y los de línea calvinista reconocen la profesión de fe equivalente a la Confirmación de los católicos, pero solo cuando la persona ya es totalmente consciente de su salvación.
La mayoría de las iglesias cristianas evangélicas adhiriéndose a la doctrina de la Iglesia de creyentes, usan el término "ordenanzas" para referirse al bautismo del creyente y la comunión.

### Bautismo

Bautismo infantil por afusión en una Iglesia católica en Venezuela

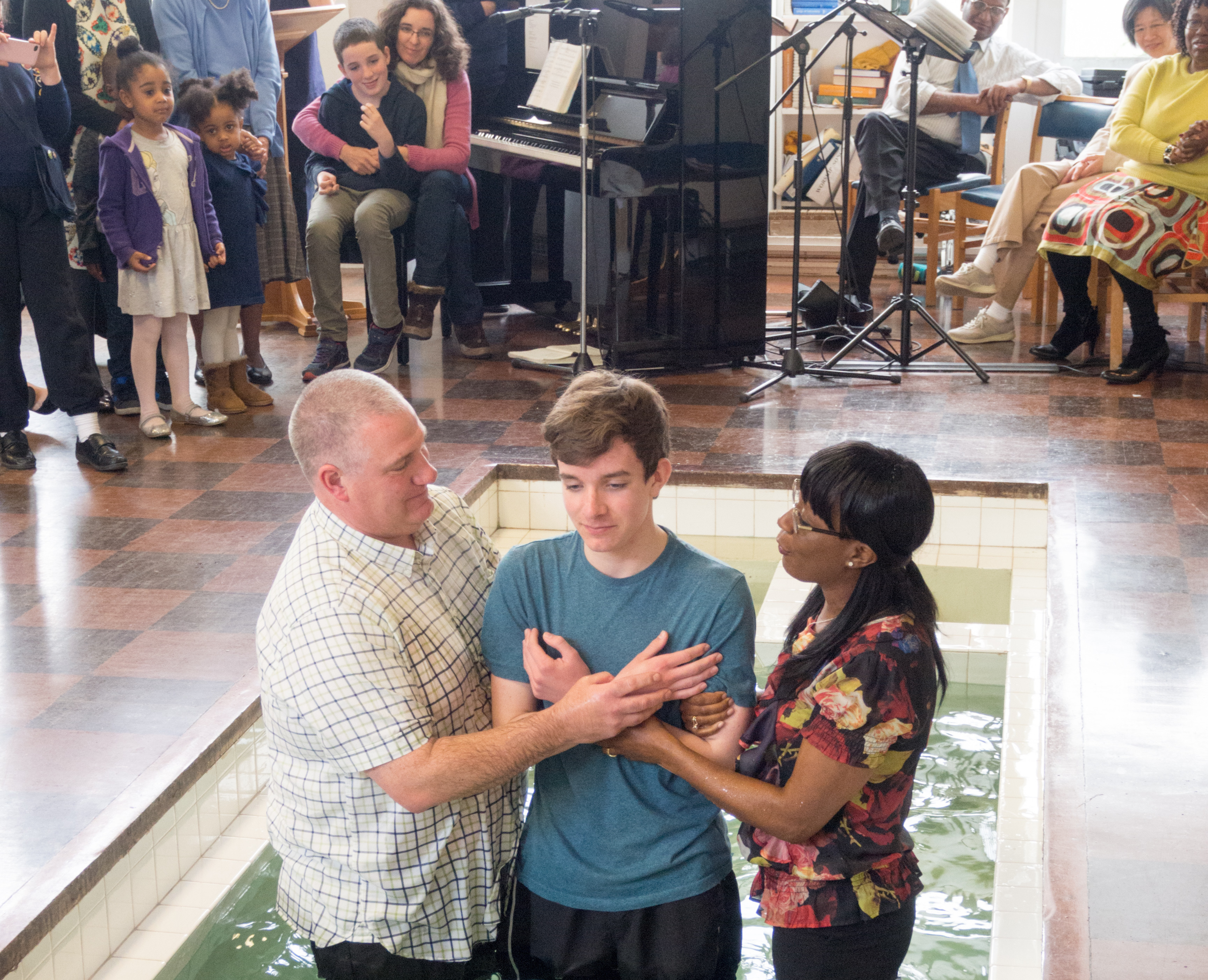
Bautismo del creyente por inmersión en la Northolt Park Baptist Church, en Gran Londres, Unión Bautista de Gran Bretaña

El bautismo es un rito usual por medio del cual se hace una iniciación al cristianismo. Involucra la inmersión en agua. El bautismo proviene de la práctica judía de la inmersión (mikve) para propósitos de un ritual de purificación. La práctica cristiana es derivada del llamado de Juan el Bautista al arrepentimiento (metanoia). Se puede aplicar tanto a niños como a “creyentes adultos” (el cual puede incluir jóvenes adolescentes).
La Iglesia católica, Iglesia ortodoxa, Iglesias protestantes reformadas, bautizan bebés por efusión.
En las iglesias evangélicas adhiriéndose a la doctrina de la iglesia de creyentes, el bautismo del creyente está reservado para los creyentes adultos por inmersión en agua, después de un nuevo nacimiento. Para los bebés, hay una ceremonia llamada presentación de niño.

### Culto semanal

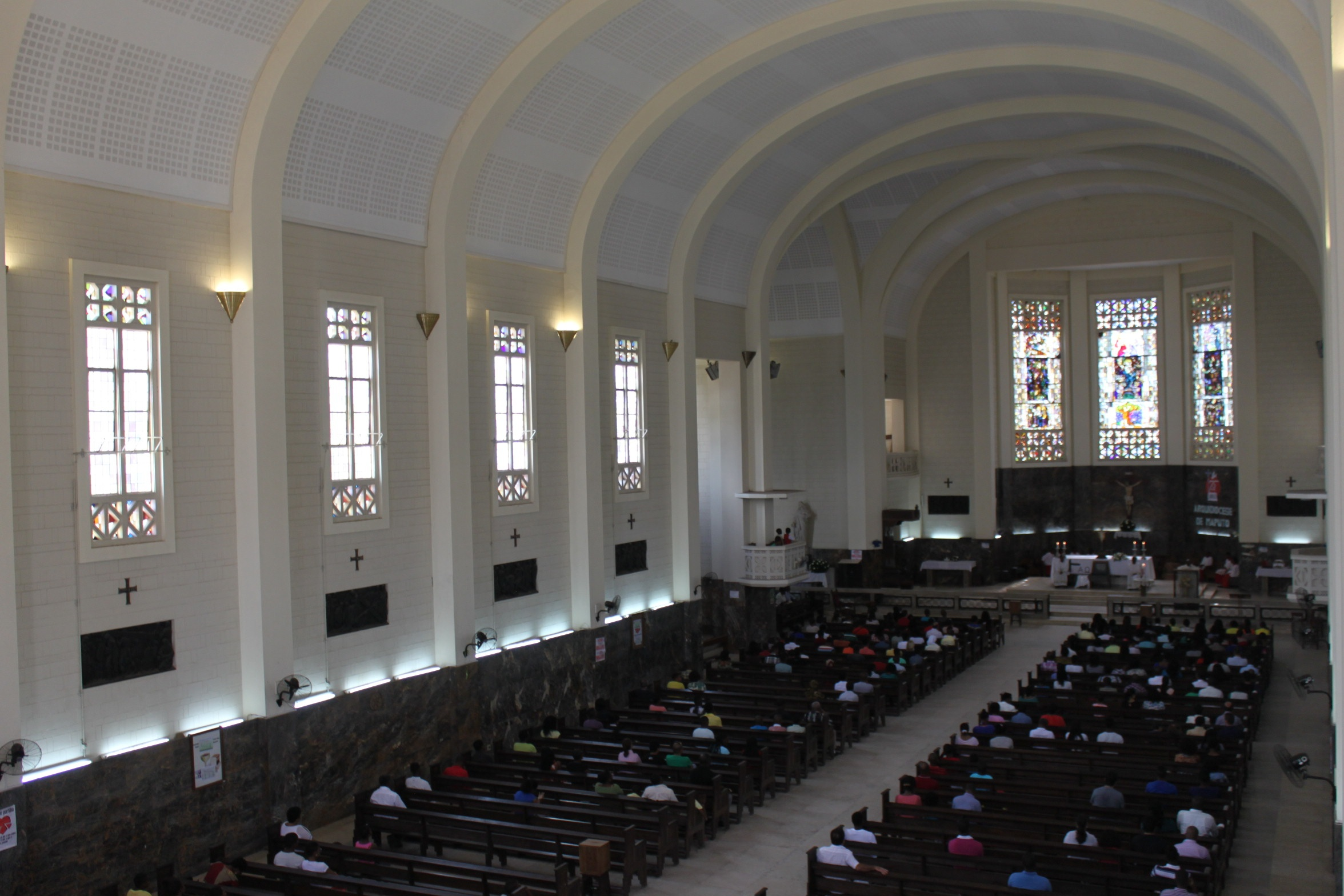
Servicio en la Catedral de Nuestra Señora de la Inmaculada Concepción de Maputo, Iglesia católica en Mozambique

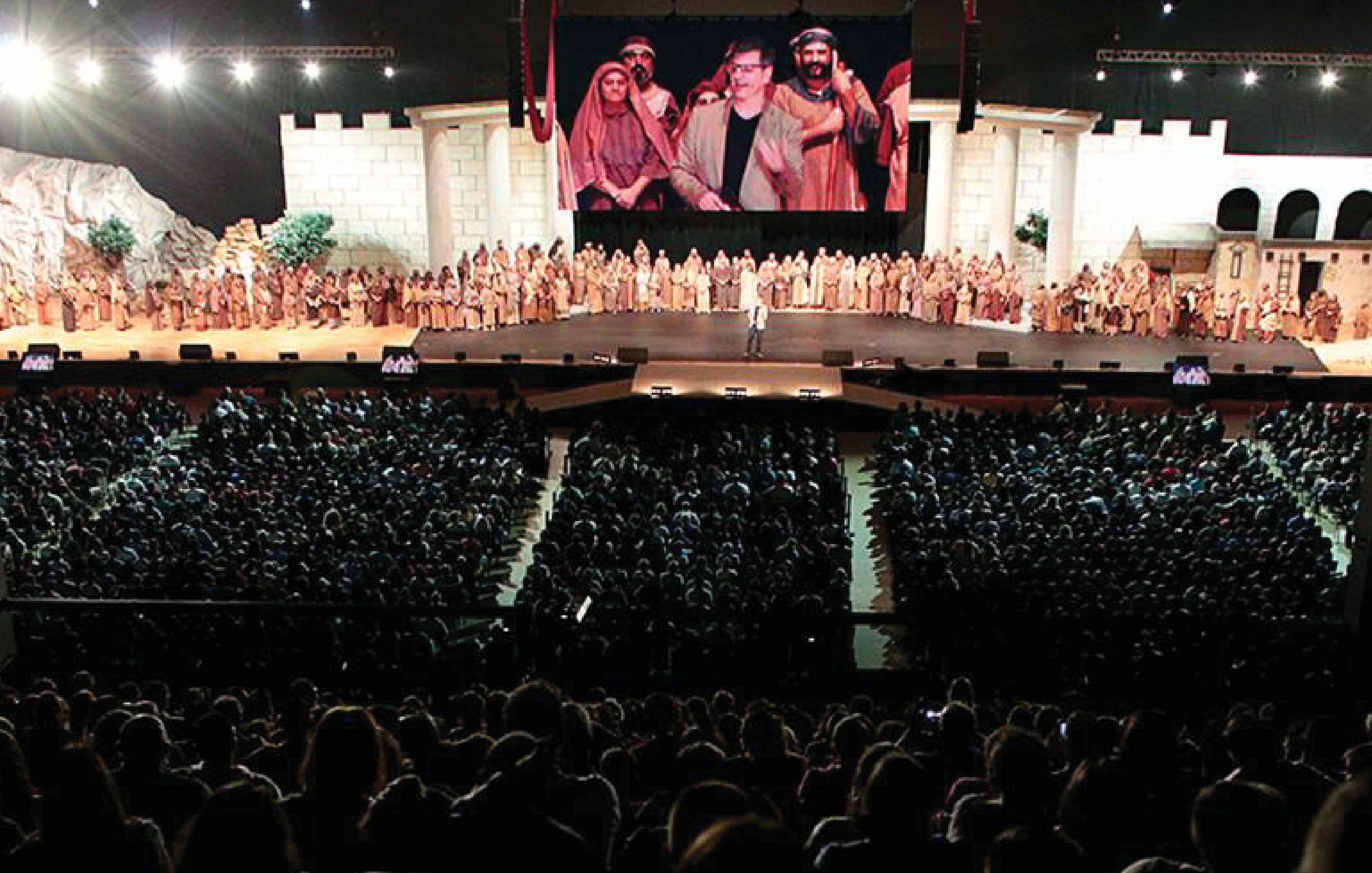
Espectáculo sobre la vida de Jesús durante un servicio en la Igreja da Cidade, afiliada a la Convención Batista Brasileña, en São José dos Campos

Los cristianos se reúnen principalmente los domingos para un servicio.
En el libro Primera Apología de Justino Mártir (capítulo LXVII) se describe un oficio del siglo II, cuya estructura se puede identificar igualmente en la mayoría de las Iglesias de hoy, que incluye los siguientes componentes:
- Lectura de las Escrituras, iniciando con una lectura del Antiguo Testamento, uno de los Evangelios o de una epístola. A menudo se ordenan sistemáticamente en un ciclo anual, usando un libro llamado leccionario.

- Un sermón. En tiempos antiguos la predicación seguía a la lectura de las Escrituras (como sucede hoy en el rito romano), en otros casos el sermón se sitúa al final del servicio.

- Oración comunitaria y acción de gracias. Normalmente esto ocurre varias veces durante el servicio. Justino no menciona esto, pero algunas corrientes cristianas entonan himnos. Resulta habitual la recitación del Padrenuestro. En muchas corrientes protestantes esto ha sido sustituido por cánticos.

- La Eucaristía (también llamada Santa Comunión) es un rito en el que se comen y beben pequeñas cantidades de pan y vino previamente bendecidos. Los protestantes dicen que representan el cuerpo y la sangre de Cristo; ortodoxos y católicos dicen que se transforman el cuerpo y la sangre de Cristo (doctrina conocida en la Iglesia católica como transustanciación). Las Iglesias en la familia “litúrgica” (ortodoxos, católicos y algunos anglicanos) consideran esta la parte principal del servicio, mientras que los protestantes lo celebran de manera menos frecuente. En muchos casos hay restricciones de quién pueda tomar parte, por ejemplo, solo católicos y ortodoxos que no se encuentren en pecado mortal pueden tomar parte en ella en una Iglesia católica.

- Una “recolección” de “ofrendas” en la que a las personas se les pide que contribuyan con dinero. Los cristianos tradicionalmente usan estos dineros no solo para mantener la iglesia, sino también para obras de caridad de varios tipos.

Existe un alto número de variaciones o excepciones; en algunas ocasiones, rituales como bautismos o bodas se incorporan al servicio. En muchas iglesias de hoy, los niños y los jóvenes son excusados de ir al servicio principal para ir a la Escuela Dominical. Muchas denominaciones se desvían del patrón general en una forma más fundamental. Por ejemplo, los Adventistas del Séptimo Día se reúnen en sábado (el Sabbath judío), no como el resto de las ramas del cristianismo, que lo hacen en domingo. Pentecostales y carismáticos aseguran moverse espontáneamente en el Espíritu Santo, en vez de seguir un orden formal de servicio. En las reuniones de los cuáqueros, los participantes se sientan silenciosamente hasta que son movidos por el Espíritu Santo para hablar.
En algunas denominaciones (principalmente las litúrgicas), el servicio es dirigido por un sacerdote. En otros (principalmente entre protestantes), hay un ministro, predicador o pastor. Otros grupos pueden tener déficit de líderes formales, ya sea por principio o por necesidad local. Además, hay servicios “mayores” de iglesia, caracterizados por una gran solemnidad y rituales, y servicios “menores” en donde prevalece una atmósfera más informal, incluso si el servicio en cuestión es de naturaleza litúrgica.
En Iglesias ortodoxas, la congregación tradicionalmente se mantiene a través de la liturgia. Los católicos y muchas Iglesias protestantes siguen algo predeterminado, en donde los participantes se ponen de pie para cantar, se arrodillan para orar y se sientan para escuchar (por ejemplo, en el sermón). Otros son menos programados, y pueden ser muy animados y espontáneos. De ordinario se incorpora música, y a menudo interviene un coro o un órgano. Algunas iglesias usan solo música a capella, ya sea como regla (muchas Iglesias de Cristo objetan el uso de instrumentos musicales en la adoración) o por tradición (como en la ortodoxa). Una tendencia reciente es el crecimiento de la “adoración integrada”, la cual combina la liturgia con la espontaneidad. Este orden en la adoración es a menudo un resultado de la influencia de la renovación carismática dentro de las iglesias que son tradicionalmente litúrgicas.

### Estilo de vida cristiana

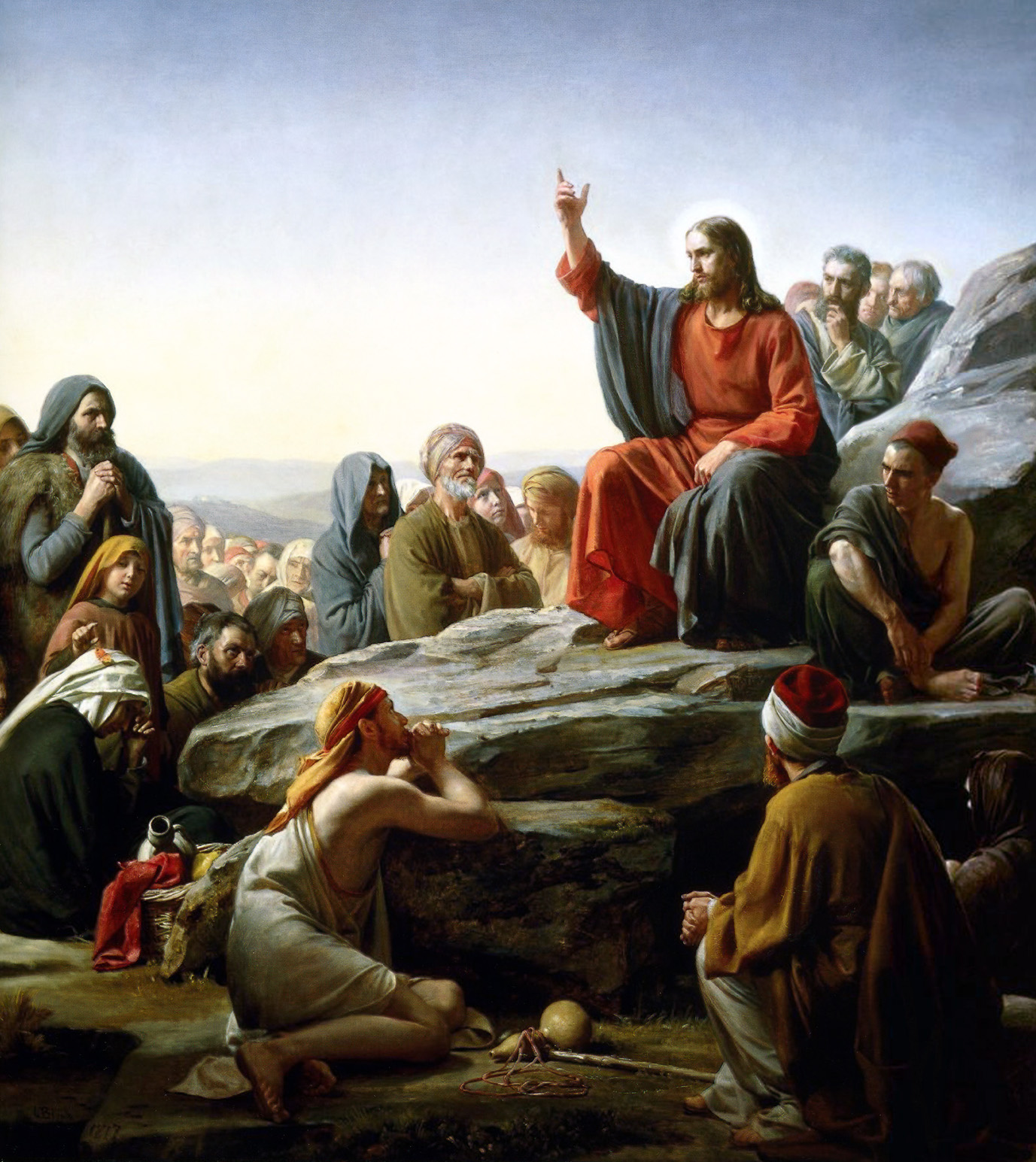
El Sermón del Monte.

Al contrario que en otras religiones, el cristianismo no ha desarrollado un código legislativo religioso, probablemente debido a que el Imperio romano ya poseía un código penal funcional, haciendo innecesario para las autoridades cristianas el duplicar varias de sus prohibiciones.
Existe una gran tradición dentro del cristianismo al decir que Cristo excede las leyes del judaísmo; que el amor (a Dios y al prójimo) es el “Gran Mandamiento”, desde el cual todas las otras leyes morales son obtenidas; que ningún ser humano puede esperar evitar el pecado completamente; que una persona no debe juzgar a otros (teniendo únicamente Dios ese privilegio), entre otras.
Aun así, el Nuevo Testamento también contiene importantes guías morales para los cristianos. Jesús en el Sermón de la montaña le pide a sus seguidores, entre otras cosas, el amar a sus enemigos, ser perseverantes, misericordiosos y humildes; en Marcos 10:21 le pide a un “joven hombre rico” que venda sus posesiones y dé el dinero a los pobres. Sin embargo, el pedido de Jesús en este caso no fue un enfoque en vivir una vida sin riqueza alguna, sino más bien desenmascarando la idolatría en el corazón de la mayoría de los ricos.
Algunos cristianos dicen que estas directivas son extraordinariamente difíciles, bordeando lo impracticable. Al mismo tiempo, la mayoría de los cristianos admiran a aquellos cuyas vidas parecen personificar estos principios, como Francisco de Asís, Albert Schweitzer o la Madre Teresa.
Algunos juicios morales de Jesús son más abordables, pero todavía no son de práctica general entre todos los cristianos. En el Sermón del Monte él habla en contra del divorcio (un tema controvertido en muchas denominaciones cristianas), y contra el juramento (una prohibición enfatizada principalmente por los cuáqueros).

### Oración
Todas las versiones y variaciones conocidas del cristianismo practican la oración. Las oraciones cristianas pueden ser formulistas, improvisadas o inspiradas por el Espíritu Santo. Las oraciones normalmente se agrupan en categorías: de acción de gracia, adoración, petición, intercesión y comunión. Las oraciones cristianas pueden ser dirigidas a Dios Padre, a Cristo o a un santo (en el caso de los católicos y ortodoxos). Los católicos han desarrollado una práctica devocional de orar el rosario. Entre las oraciones formulistas, el Padre Nuestro y los Salmos, y en círculos católicos el Ave María son las más comunes.
La pregunta sobre la eficacia de la oración está llena de diferendos teológicos. Algunas iglesias enseñan que la oración es capaz de alterar el ambiente físico, tomando en cuenta cosas como la sanidad espiritual. Ejemplos de este tipo de iglesias incluyen la Ciencia Cristiana, así como varias iglesias del Nuevo Pensamiento.
Al final de cada oración, normalmente se dice amén (‘así sea’).

### Prácticas penitenciales
Las prácticas penitenciales ya estaban presentes en el cristianismo primitivo. Una práctica cristiana de origen antiguo, inspirada probablemente en la tradición judía, y practicada por Jesús, es el ayuno. Además de ser mencionado en distintos pasajes neotestamentarios, la Didaché señala cómo la oración debía combinarse con ayunos, que se prescribían «el cuarto y el día de la preparación» (miércoles y viernes) (Did 8). Existen además evidencias históricas de la existencia del ayuno como práctica preparatoria de la Pascua desde fines del siglo II y principios del siglo III, lo que derivaría en el siglo IV en la conformación del tiempo litúrgico conocido hoy en varias denominaciones cristianas como Cuaresma.
El catolicismo distingue entre «ayuno», que consiste en privarse —con mayor o menor estrictez— de todo alimento y bebida, y «abstinencia», que involucra la renuncia voluntaria a la ingesta de ciertos alimentos, usualmente cárnicos. En el catolicismo, el ayuno se practica particularmente en dos jornadas de significación penitencial por excelencia: el Miércoles de Ceniza y el Viernes Santo. En la actualidad, la Iglesia católica ha ido sustituyendo esta práctica por un ayuno que implica el privarse de algo deseable, como ofrenda a Dios. En Iglesias evangélicas y en otras denominaciones, el ayuno se practica frecuentemente como privación total de alimentos durante un lapso de tiempo, ingiriendo solamente agua.

### Liturgia
La mayoría de las denominaciones cristianas presentan calendarios litúrgicos con distintos tiempos y festividades que, si bien no son siempre coincidentes, presentan muchos aspectos en común. Aunque las fechas de las celebraciones varían en mayor o menor grado entre las diferentes Iglesias cristianas, la secuencia y lógica utilizadas para su planificación son en esencia las mismas. Incluso algunas comunidades cristianas que no siguen una tradición litúrgica celebran la Navidad y la Pascua, y las que objetan el reconocimiento de festividades especiales reconocen, no obstante, que los eventos que se celebran en ellas (la encarnación, la resurrección de Cristo) en verdad ocurrieron, aunque no necesariamente en esa fecha. La Comunión anglicana y numerosas Iglesias protestantes siguen en la liturgia un esquema de lecturas bíblicas muy similar al de la Iglesia católica postconciliar, ya que el actual Revised Common Lectionary (primera edición de 1992) es el resultado de una serie de obras litúrgicas previas inspiradas en el Ordo Lectionum Missae (1969), fruto del Concilio Vaticano II. Las diferencias suelen ser menores y propias de las Iglesias particulares, tales como la de la Iglesia de Inglaterra en su Common Worship Lectionary. Una de las diferencias más marcadas entre los calendarios litúrgicos radica en el grado de participación que se otorga a las festividades asociadas a los santos. Las Iglesias católica, ortodoxa y anglicana presentan calendarios litúrgicos con una participación importante de celebraciones en honor de María (madre de Jesús) y de otros santos, lo que no se verifica en igual medida en los calendarios de las comunidades protestantes.

## Símbolos

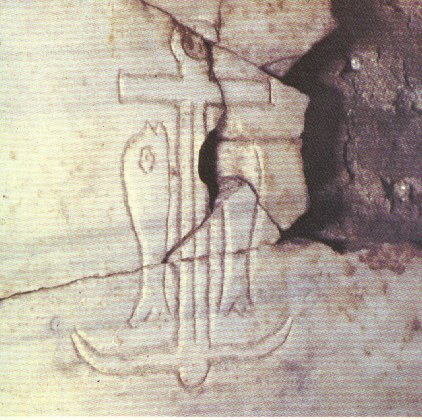
El símbolo de la cruz-ancla, acompañado por dos peces, grabado en una catacumba cristiana.

Uno de los símbolos cristianos originarios fue el del pez o Ichthys (del griego, en letras mayúsculas, IXΘΥΣ). Este vocablo conformaba un acrónimo: «Ἰησοῦς Χριστός, Θεοῦ Υἱός, Σωτήρ» (Iēsoûs Christós, Theoû Hyiós, Sōtḗr) que, traducido al español, significa «Jesús Cristo, Hijo de Dios, Salvador». Junto con el símbolo del ancla, el pez fue uno de los más empleados por los cristianos primitivos.
El símbolo más conocido del cristianismo es sin duda la cruz, por ser en ella donde murió Jesús según los Evangelios y sobre la que existen una gran variedad de formas. Varias denominaciones tienden a favorecer cruces distintivas: el crucifijo para los católicos —dentro del cual diversas órdenes religiosas también incluyen variantes para identificarse, como la Tau franciscana o la Cruz de Calatrava de los Dominicos—, la cruz ortodoxa para los ortodoxos, una cruz sin adornos para los protestantes. Sin embargo, no es una regla utilizar una u otra cruz.
Constantino I el Grande usó también el Crismón para identificarse con el cristianismo, el cual está formado por las primeras dos letras griegas del nombre “Cristo”.

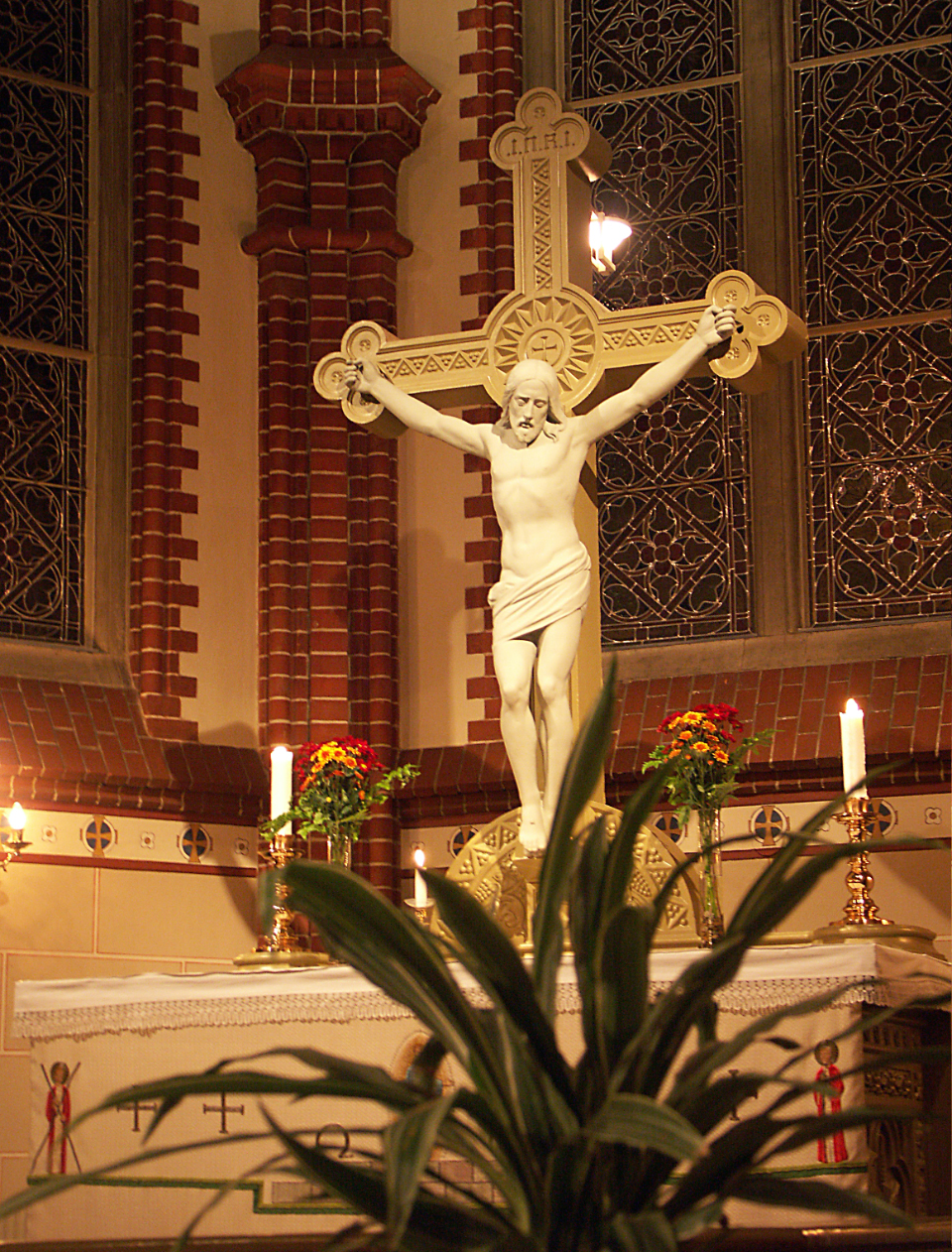
Crucifijo
Cruz ortodoxa
Crismón

## Confesiones
A través de su historia, el cristianismo ha pasado por numerosas divisiones generando diversos grupos con creencias y tradiciones propias que varían de acuerdo a la cultura y el lugar. Estas amplias divisiones, a su vez, no son homogéneas. Por el contrario, algunas ramas poseen amplios desacuerdos y en otros casos la división omite simpatías existentes. Desde la Reforma, el cristianismo se representa normalmente como dividido en tres ramas principales: católico, ortodoxo y protestante; pero históricamente existen muchas más:

### Iglesia católica

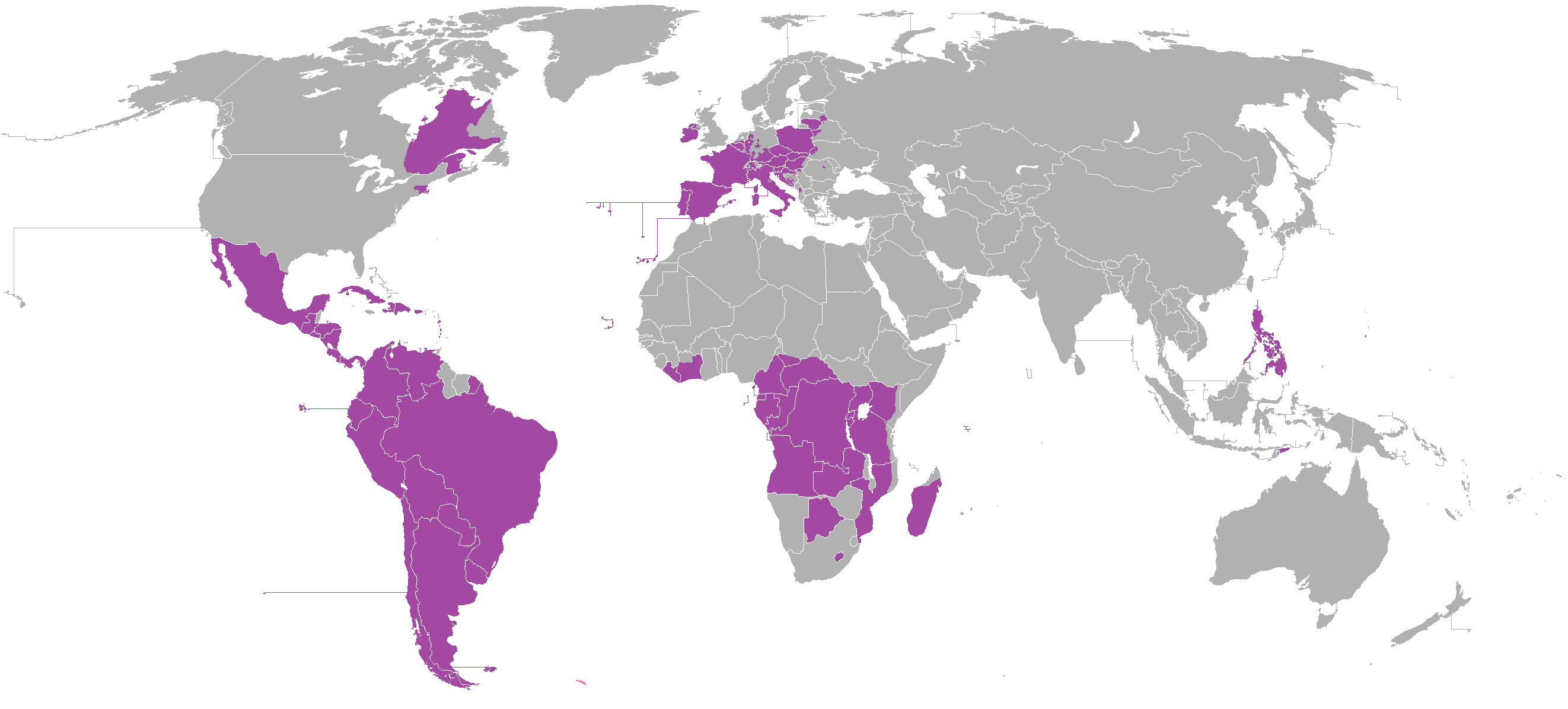
Países y regiones donde predomina el catolicismo.

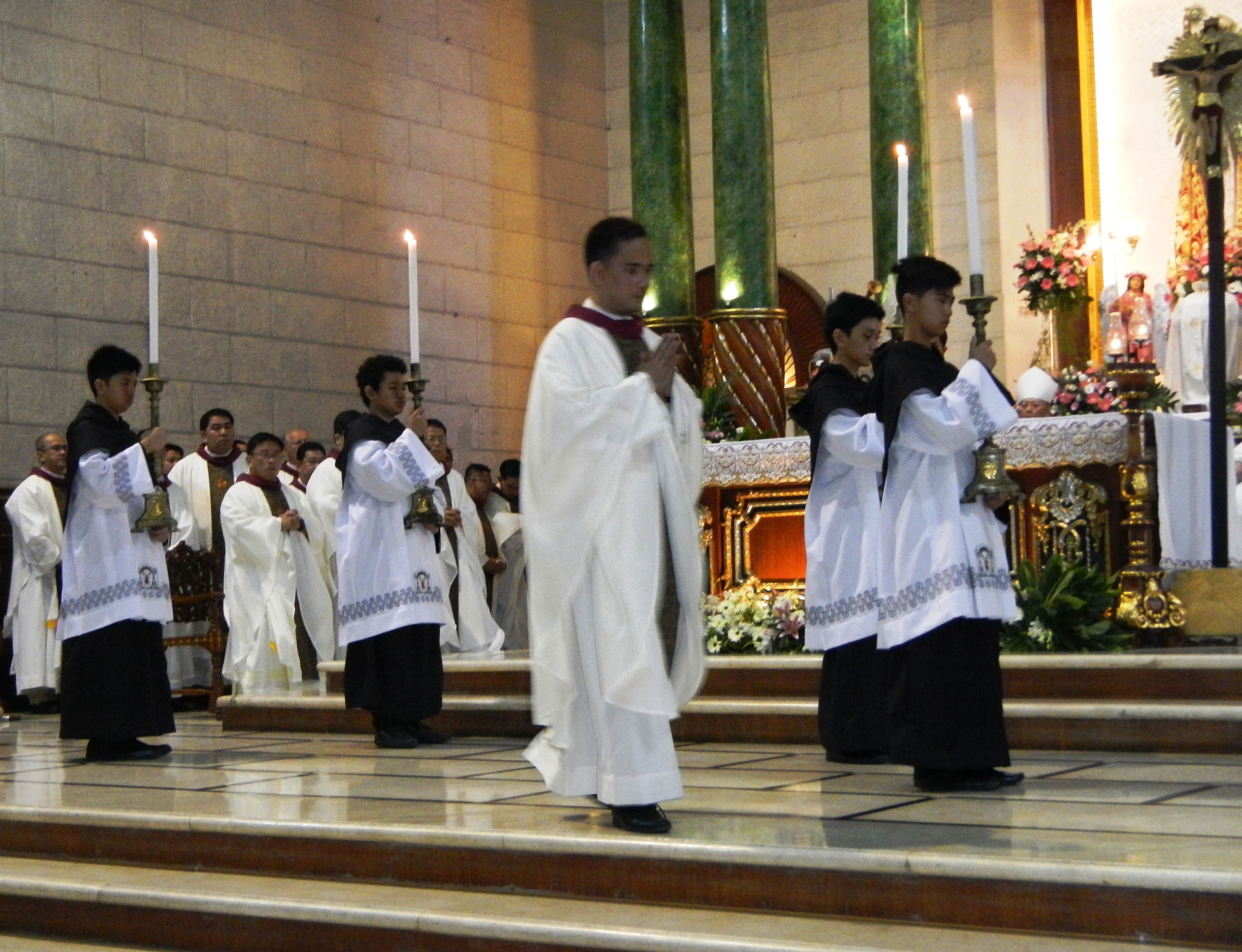
Iglesia católica en Filipinas.

La Iglesia católica (en latín: Ecclesia Catholica; y en griego antiguo: Καθολικὴ Ἐκκλησία) es la iglesia cristiana más numerosa. Está compuesta por veinticuatro Iglesias sui iuris: la Iglesia latina y veintitrés Iglesias orientales, que se encuentran en plena comunión con el papa y que en conjunto reúnen a más de 1406 millones de fieles en todo el mundo.

### Iglesia ortodoxa
La Iglesia ortodoxa, formalmente llamada Iglesia católica apostólica ortodoxa, es una comunión cristiana, cuya antigüedad, tradicionalmente, se remonta a Jesucristo y a los doce apóstoles, a través de una sucesión apostólica nunca interrumpida. Cuenta con entre 225 y 300 millones de fieles en todo el mundo.
En griego se llama Ορθόδοξη Καθολική και Αποστολική Εκκλησία (Orthódoxi Katholikí ke Apostolikí Ekklisía).
La Iglesia ortodoxa se considera la heredera de todas las comunidades cristianas de la mitad oriental del Mediterráneo, reclamo no aceptado por las Iglesias ortodoxas orientales. Su doctrina se estableció en una serie de concilios, de los cuales los más importantes son los siete «concilios ecuménicos», que tuvieron lugar entre los siglos IV y VIII. Tras varios desencuentros y conflictos, el 16 de julio de 1054 la Iglesia ortodoxa y la Iglesia católica se separaron en el llamado «Cisma de Oriente y Occidente». El cristianismo ortodoxo se difundió por Europa Oriental gracias al prestigio del Imperio bizantino y a la labor de numerosos grupos misioneros.

### Iglesias ortodoxas orientales
Las Iglesias ortodoxas orientales están compuestas por seis iglesias autocéfalas: la Iglesia copta ortodoxa de Alejandría, la Iglesia ortodoxa siríaca de Antioquía, la Iglesia apostólica armenia, la Iglesia ortodoxa siria de Malankara, la Iglesia ortodoxa tewahedo etíope y la Iglesia ortodoxa tewahedo eritrea. Colectivamente, se consideran la Iglesia una, santa, católica y apostólica fundada por Jesucristo en su Gran Comisión, y que sus obispos son los sucesores de los apóstoles de Cristo. La mayoría de las iglesias miembros forman parte del Consejo Mundial de Iglesias. Entre las iglesias se practican tres ritos muy diferentes: el rito armenio de influencia occidental, el rito siríaco occidental de la Iglesia siríaca y la Iglesia malankara de la India, y el rito alejandrino de los coptos, etíopes y eritreos.
Las iglesias ortodoxas orientales compartieron la comunión con la Iglesia Católica antes del Concilio de Calcedonia en el 451 d. C., así como con la Iglesia del Oriente hasta el Concilio de Éfeso en el 431 d. C., separándose todas ellas principalmente por diferencias en la cristología (ver Credo de Calcedonia).

#### Iglesias de tradición copta
La Iglesia ortodoxa copta de Alejandría se remonta al siglo I y ha mantenido muchas tradiciones muy cercanas a la Iglesia anterior a los primeros cismas importantes. De ella surgió la Iglesia ortodoxa de Etiopía, que se remonta al siglo IV, cuando el cristianismo fue adoptado como religión estatal del reino de Aksum, aunque fue apenas en 1959 que la Iglesia copta le reconoció la autocefalia. Finalmente, la historia de la Iglesia ortodoxa de Eritrea se confunde con la de la Iglesia etíope hasta tiempos recientes, cuando Eritrea se independizó de Etiopía y se produjo la separación de las respectivas jerarquías eclesiásticas en 1993.
Se estima que en total los fieles de estas iglesias ascienden a unos 65 millones de personas, repartidas entre Egipto (unos 10 millones), Etiopía (50 millones), Eritrea (3 millones), Sudán y Sudán del Sur (unos 500 000).

#### Iglesias de tradición siriaca
El origen de la Iglesia ortodoxa siria se remonta a la comunidad cristiana establecida en Antioquía en el siglo I, cuyos miembros fueron los primeros en llamarse cristianos (Hechos 11:26). Actualmente tiene aproximadamente 4 millones de miembros.
De otra parte, la Iglesia ortodoxa de Malankara es uno de los varios grupos denominados cristianos de Santo Tomás, quienes creen, según la tradición, que el apóstol llegó a la India en el año 52, estableciendo la Iglesia y sufriendo el martirio en el año 72 en Mylapore (actualmente la ciudad de Chennai) en el sur de la India. Esta Iglesia estaba en comunión y dependía de la Iglesia del Oriente hasta que en 1665 aceptó la cristología de la Iglesia ortodoxa siriana, directamente contraria a la de la Iglesia del Oriente, y adoptó el rito siríaco occidental.
Desde 1975, cuando el patriarca sirio depuso y excomulgó al catolicós Basilio Augen y le nombró un rival, la Iglesia ortodoxa de India se encuentra dividida entre los que mantienen la fidelidad al patriarca sirio —miembros de la Iglesia sirio-ortodoxa de la India— y los que siguieron reconociendo al catolicós depuesto y sus sucesores —miembros de la Iglesia ortodoxa de Malankara—. Según el censo del Kerala del 2011, la Iglesia malankara tenía 493 858 fieles y la Iglesia sirio-ortodoxa o jacobita tenía unos 482 762.

#### Iglesia de tradición armenia

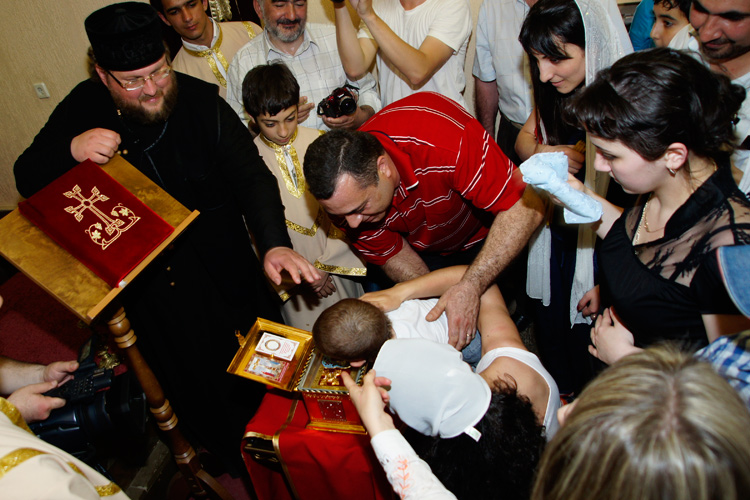
Veneción de reliquias en la Iglesia apostólica armenia.

La Iglesia apostólica armenia es la Iglesia nacional más antigua del mundo. Se encuentra dividida en cuatro centros jurisdiccionales: Patriarcado armenio de Jerusalén, Patriarcado armenio de Constantinopla, Patriarcado armenio de Sis (Líbano) y la Sede Madre de la Santa Echmiadzin, sede del patriarca supremo y catolicós de todos los armenios, primado de la Iglesia apostólica armenia. Actualmente tiene unos 10 millones de miembros.

### Iglesia asiria del Oriente

Comunidades cristianas de la Iglesia del Oriente en la Edad Media.

### Iglesias derivadas de la reforma protestante

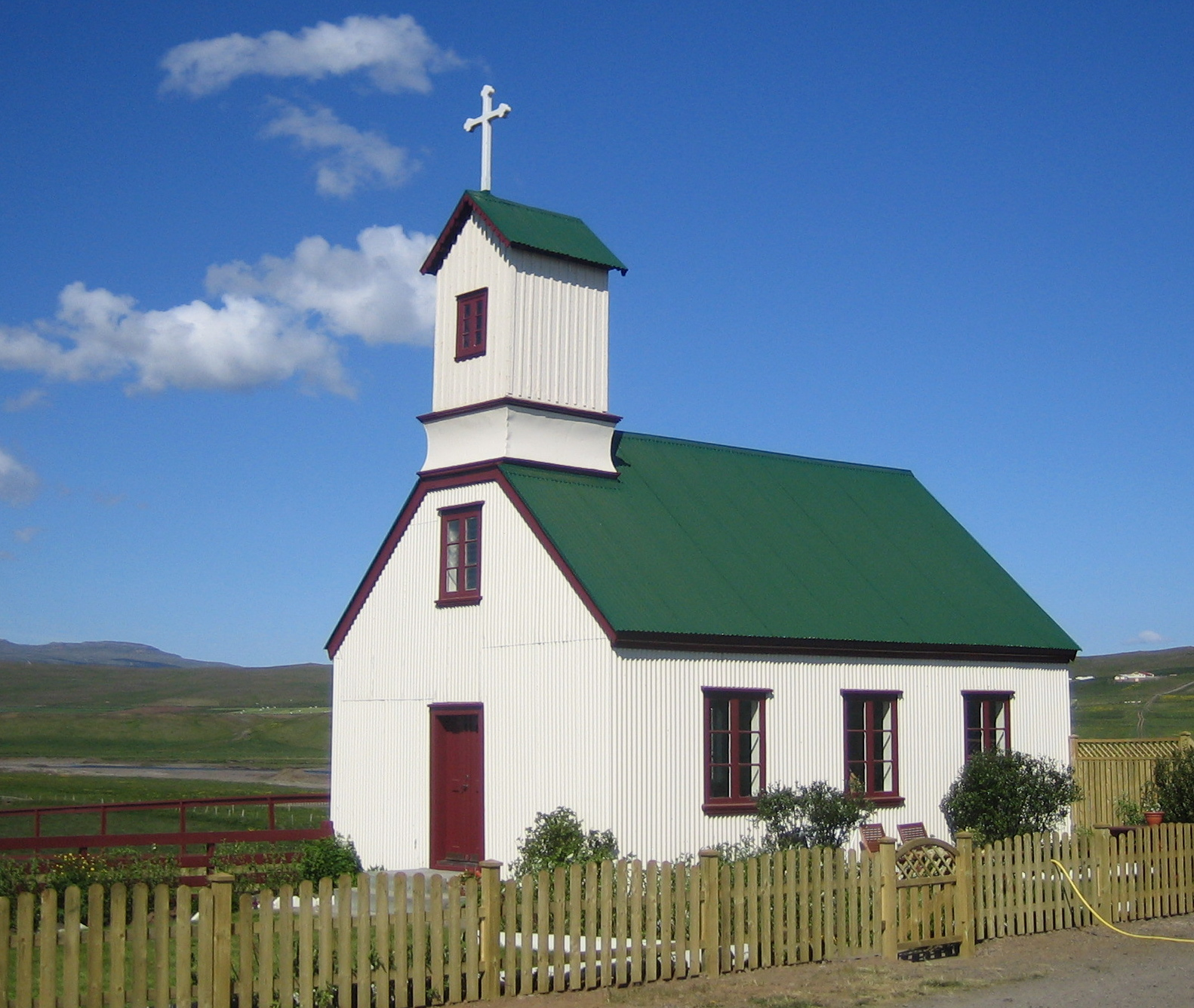
Iglesia luterana de Islandia.

Se define como Iglesias derivadas de la reforma protestante a todos los grupos cristianos derivados de la llamada Iglesia católica por la Reforma protestante del siglo XVI, que incluye numerosas denominaciones y doctrinas como el anglicanismo, luteranismo, anabaptismo y calvinismo, entre otras., Sus cultos adquirieron diferentes modalidades, aunque en general comparten la centralidad de la Biblia y la importancia de la predicación. Los sacramentos reconocidos suelen ser solo dos: bautismo y Santa Cena, aunque con interpretaciones diversas según las distintas denominaciones.

#### Anglicanismo
La llamada Comunión anglicana, compuesta de diversas iglesias que se reconocen como derivadas de la Reforma anglicana, como la Iglesia de Inglaterra o la Iglesia episcopaliana, entre otras, representa en muchos aspectos una forma intermedia de organización eclesiástica entre la Iglesia católica y las confesiones protestantes dominantes en Europa Central y del Norte; y, por ende, a menudo se clasifica de forma separada.

#### Iglesias evangélicas
A pesar de los matices según los movimientos evangélicos, existe un conjunto de creencias similares para las denominaciones adhiriéndose a la doctrina de la iglesia de creyentes (Iglesias bautistas, pentecostalismo, movimiento carismático y cristianismo no denominacional).

#### Iglesias bautistas
Las Iglesias bautistas son un movimiento evangélico que surge de un avivamiento iniciado por el pastor inglés John Smyth en Holanda en 1609. La primera iglesia bautista fue fundada en Inglaterra en Spitalfields, al este de Londres en 1612. En 2010, el bautismo tendría 100 millones de creyentes. La Alianza Mundial Bautista, la denominación bautista más grande del mundo, tendría 169.000 iglesias y 47.000.000 de miembros bautizados en 2020.

#### Iglesias adventistas
El adventismo es una rama del cristianismo protestante que remonta su origen al Movimiento Millerita ocurrido en Estados Unidos a mediados del xix y que se caracteriza por su énfasis en la creencia del regreso personal, visible y glorioso de Cristo —es decir, la Segunda Venida— es inminente. La Iglesia Adventista del Séptimo Día se ha convertido en la organización con mayor extensión y membresía, con congregaciones en más de 210 países y una membresía que supera los 22 millones, seguida por la Iglesia de Dios (Séptimo Día), con una presencia en 45 países del mundo.

#### Iglesias pentecostales
El Pentecostalismo es un movimiento evangélico que tiene su origen en varios avivamientos que tuvieron lugar en el siglo XIX y el siglo XX. El más importante fue el reavivamiento de la Calle Azusa en Los Ángeles en 1906, con William J. Seymour, donde un grupo de creyentes señala haber experimentado un bautismo del Espíritu Santo con glosolalia.
Esta iglesia le da mucha importancia a los «dones del Espíritu» tales como la sanación espiritual, profecía, exorcismo, hablar en lenguas. En 2011, el pentecostalismo llegaría a 279 millones de personas. Los Asambleas de Dios, la denominación pentecostal más grande del mundo, tendría 69,200,000 miembros en 2018.

#### Restauracionistas
Se consideran restauracionistas aquellas iglesias y corrientes cristianas que se dedican a recuperar la esencia de la fe cristiana basada en las enseñanzas cristocéntricas que se habrían perdido o tergiversado con el devenir histórico. Su objeto es restaurar a la Iglesia siguiendo el modelo de la Iglesia primitiva o de los primeros discípulos. Se basan en la lectura e interpretación directa de la Biblia y no por los dogmas establecidos por la Iglesia católica. En cuanto a su denominación, se consideran a sí mismos como totalmente separados del protestantismo en el cual a menudo se les incluye,[cita requerida] incluso muchos ya no se identifican con ningún credo en particular sino que simplemente se llaman “cristianos” (ver Cristianismo no denominacional).[cita requerida]

#### IDMJI
También perteneciente al grupo del neopentecostalismo, la Iglesia de Dios Ministerial de Jesucristo Internacional es fundada en 1972 en Colombia, y promueve la abundante ministración de los dones espirituales.
Ramificación principal del protestantismo a través de los siglos

Ramificación del protestantismo a lo largo de los siglos.

Otras corrientes cristianas

### Derivadas de la Iglesia histórica
Algunas ramificaciones del cristianismo histórico llegaron a incluir en el pasado a los cristianos gnósticos de los primeros siglos de la Era Cristiana, los cuales propugnaban un plan de salvación completamente diferente del de la redención por la pasión y muerte del Maestro, a los cristianos arrianos del siglo IV, los cuales impugnaban el concepto trinitario, a los cátaros o albigenses medievales, los cuales rechazaban, en su totalidad, el Antiguo Testamento, y las comunidades de cristianos valdenses que en la Alta Edad Media solían refugiarse en los valles de los Alpes de las persecuciones por parte del papado. Estos últimos, junto a los husitas en Bohemia, se consideran precursores de la Reforma protestante del siglo XVI, ya que son anteriores a ella.

#### Otros grupos escindidos de la Iglesia católica
Algunas confesiones minoritarias se han escindido de la Iglesia católica, rompiendo así la comunión con Roma, pero se siguen definiendo como «católicos», como los veterocatólicos, la Iglesia católica apostólica brasileña o los católicos sedevacantistas, entre otros.

### Testigos de Jehová
Los Testigos de Jehová si bien consideran a Jesús de Nazaret como Hijo de Dios y un ser divino con una existencia prehumana, al no aceptar el Credo Nicenoconstantinopolitano, no lo ven como la Segunda Persona de la Trinidad. Utilizan principalmente su propia versión específica de la Biblia, aunque en ocasiones usan otras traducciones.

### Grupos basados en fuentes suplementarias
Engloba a algunos credos que tienen por característica común el reconocer a una persona plenamente histórica como una representación, presencia, reencarnación o resurrección de Jesús de Nazaret o de un nuevo apóstol de este. Estos grupos giran en torno a una persona y la interpretación que esta dé de la Biblia o un texto que se crea equivalente por este grupo. Como ejemplos de estos tenemos a la Federación de Familias para la Paz y Unificación Mundial, llamada de forma común Secta Moon en honor a su fundador el coreano Sun Myung Moon; la Iglesia de Jesucristo de los Santos de los Últimos Días fundada por Joseph Smith y que se basa en el Libro de Mormón y la Iglesia Adventista del Séptimo Día, fundada por Ellen G. White junto con otras cuatro personas (incluyendo su esposo James White), aceptándola como profetisa y a sus libros como si fueran tan inspirados como la Biblia; la Asociación Evangélica de la Misión Israelita del Nuevo Pacto Universal, institución religiosa de corte nazarena fundada por Ezequiel Ataucusi.
Existen otras denominaciones e iglesias que se consideran como cristianas pero que se automarginan de la clasificación descrita, por lo que generalmente no son aceptadas como tales por las Iglesias apostólicas.[cita requerida] Estas incluyen a las Iglesias indígenas africanas con cerca de 110 millones de miembros (las estimaciones varían significativamente).

### Judíos mesiánicos
Por último, habría que agregar a esta lista a algunos grupos y movimientos del llamado judaísmo mesiánico, que, si bien se autoproclaman judíos, reconocen a Jesús como Mesías. Históricamente han existido también grupos cristianos que han restaurado costumbres religiosas propias del judaísmo (a veces llamados judaizantes), como los sabatarianos en Europa Central y los subbotniks en Rusia.

## Estructura
La Iglesia católica y las Iglesias orientales (tanto en comunión con Roma como autocéfalas) son gobernadas por una jerarquía: los obispos dirigen regiones locales (llamadas diócesis) y nombran sacerdotes para administrar congregaciones individuales. En la Iglesia católica, la autoridad suprema la posee el obispo de Roma, quien es llamado “el papa” (del latín “Petri Apostoli Potestatem Accipiens”, que significa ‘El que recibe la potestad en nombre de Pedro’). Es elegido por un Colegio cardenalicio y normalmente sirve de por vida.
Las Iglesias ortodoxas y orientales pueden ser descritas como redes de iglesias en las cuales los obispos están “en comunión” unos con otros. No tienen una personalidad similar al papa, aunque los Patriarcas presiden sobre ciertas partes de la Iglesia. Las Iglesias anglicanas también son episcopales (“dirigidas por obispos”) en su gobierno.
Los Creyentes Antiguos se levantaron cuando algunos creyentes ortodoxos rusos se rebelaron contra sus obispos por el tema de las “reformas” del patriarca Nikón. Aunque su motivación original era prevenir los cambios en su religión, finalmente se encontraron en la posición de tener que funcionar sin obispos o sacerdotes (ya que estos últimos son ordenados por los obispos). Algunos eliminaron el rol sacerdotal, mientras que otros buscaron reclutar nuevos sacerdotes entre los ortodoxos.

Porcentaje de habitantes cristianos practicantes por país.

La mayoría de las Iglesias protestantes carecen del orden jerárquico que caracteriza a las denominaciones litúrgicas. El rol de “predicador” o “ministro” es a menudo tratado como un trabajo ordinario, en el cual muchas iglesias creen que puede ser asumido por cualquier creyente con el suficiente conocimiento de Cristo. Otros especifican que el líder de la congregación debe haber asistido a un seminario educativo relacionado o tener la sensación de haber sido “llamado” (similar a la vocación) por Dios en ese rol.
La Iglesia de Jesucristo de los Santos de los Últimos Días es dirigida por una jerarquía consistente en un profeta y doce apóstoles. Aseguran que es la misma estructura que se encontraba en la Iglesia primitiva. Su dirección es implementada en todo el mundo en congregaciones locales por presidentes y obispos locales. No hay un clero pagado y los hombres son ordenados al sacerdocio para mantener los “decretos sacerdotales”.
Un tema teológico importante es “¿qué es la Iglesia?” La mayoría de los cristianos aceptan que existe solo una sola Iglesia (a la que los credos clásicos se refieren), la cual se identifica con “el cuerpo de Cristo”. Los católicos y los ortodoxos consideran que la Iglesia es simultáneamente una realidad espiritual (Cuerpo místico) y también una comunidad existente y visible (institución). Los católicos identifican esta Iglesia como la que subsiste en la Iglesia católica, mientras que los ortodoxos consideran que su rama constituye la “Iglesia verdadera”. Los protestantes tienden a ver a “la Iglesia” como una entidad invisible que se puede distinguir de la unión de todos los creyentes “verdaderos” (que toman a Jesucristo como su Señor) existentes dentro de varias denominaciones cristianas. Algunos grupos (Testigos de Jehová) aseguran que solo ellos son la Iglesia verdadera. Tanto en la Iglesia católica, como entre diversas comunidades protestantes, existen algunas corrientes ecuménicas que tienden a universalizar el concepto de Iglesia.

## Relación del cristianismo con otras religiones
Debido a su historia cambiante y a las numerosas denominaciones, es difícil entender el nivel actual de las relaciones del cristianismo con otras religiones. Esto varía de región en región, y de denominación en denominación. La siguiente sinopsis refleja parte de estas:

### Paganismo
El cristianismo y la religión olímpica grecorromana son representadas popularmente como antagónicas, donde cada una persigue y destruye a la otra, pero esta es una simplificación muy grande. Incluso el emperador pagano y anticristiano Juliano el Apóstata (361-363) admitió que “Estos galileanos sin dioses [los cristianos] alimentan no solo su propia pobreza, sino nuestra falta de cuidado propio”. Sin embargo, como apuntan Karlheinz Deschner y tantos otros, Juliano fue un emperador más bondadoso y permisivo que cualquiera de sus antecesores o sucesores cristianos.
Los Padres de la Iglesia tuvieron diversas actitudes hacia la enseñanza pagana, desde el rechazo vocalizado, hasta el reconocimiento de la inspiración parcial de filósofos como Platón, cuya imagen se encuentra entre los santos en algunas iglesias y paredes de monasterios.

### Judaísmo

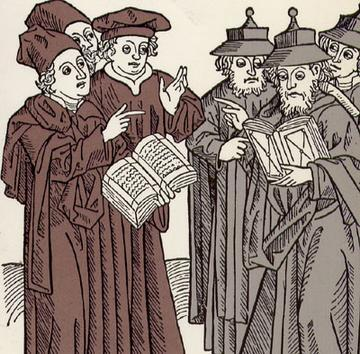
Disputa entre teólogos cristianos y teólogos judíos, Alemania, 1483.

En el pasado, a los cristianos a menudo se les enseñaba que los judíos habían matado a Cristo. Esta muerte generaba una culpa colectiva atribuida a la totalidad de los judíos, una interpretación que la mayoría de las denominaciones ahora rechaza.
Los judíos fueron víctimas de masacres, marginaciones, destierros y expropiaciones a manos de la Iglesia o de los príncipes cristianos.
La prédica antisemita ha sido una constante histórica por autoridades cristianas. Por ejemplo, en la parte católica, Vicente Ferrer (siglo XIV) predicaba:  “los judíos son animales con rabo y menstrúan como las mujeres”. Por el lado protestante, parte de la prédica de Martín Lutero (siglo XVI) era de tono claramente antisemita: “Mi consejo es: primero que sus sinagogas sean quemadas hasta los cimientos, y que todo aquel que sea capaz esparza azufre y brea; mejor sería que alguien arrojara sobre ellas fuego del infierno”, escribe en “Sobre los judíos y sus mentiras” (1543).
El antisemitismo tiene una larga historia en el cristianismo, y sin duda está lejos de declinar (por ejemplo, en la Rusia contemporánea). No obstante, desde el Holocausto, muchas conversaciones han apuntado a la reconciliación cristiano-judía y las relaciones han mejorado de manera importante. Hoy en día, muchos evangélicos conservadores aceptan el sionismo cristiano.
Sin embargo, no se puede afirmar que el cristianismo sea “antisemita”, sino más bien algunos cristianos. Muchas corrientes cristianas defienden el trato de los judíos como hermanos a partir de las palabras de Jesús: “Padre, perdónalos porque no saben lo que hacen” (Lc. 23,34), mejorándose así las relaciones entre judaísmo y cristianismo.
El fenómeno del judaísmo mesiánico se ha transformado en algo que debilita las relaciones cristiano-judías. Los judíos mesiánicos, que generalmente buscan combinar la identidad judía con el reconocimiento de Jesús, son rechazados por grupos de la corriente principal judía, quienes descartan al judaísmo mesiánico casi tanto como el cristianismo con connotación judía.

### Islam

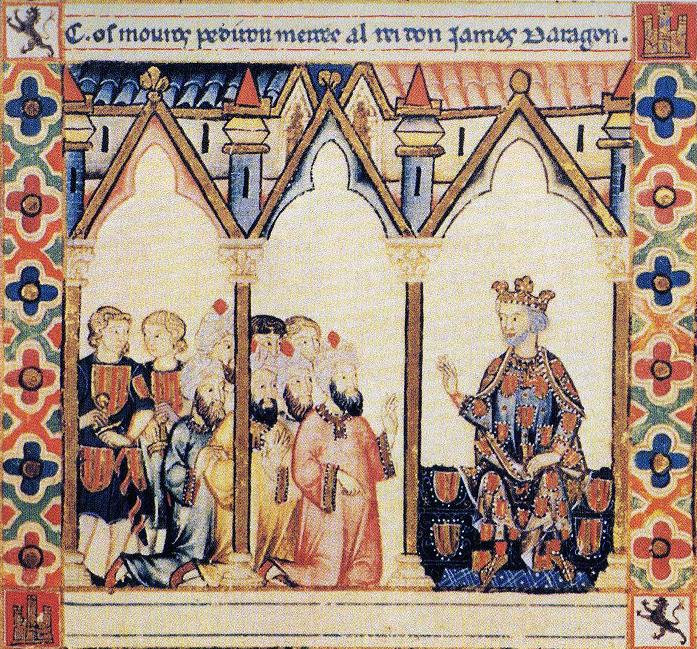
Jaime I de Aragón, Cantigas de Santa María.

Seguidores del islam se han referido históricamente a los judíos, a los cristianos y a ellos mismos como la Gente del Libro debido a que todos basan su religión en libros que tienen un origen divino. Los cristianos, sin embargo, no reconocen el Corán como un libro genuino de revelación divina, ni aceptan que Mahoma fuera un profeta genuino.
Los musulmanes, por su parte, creen que parte de los Evangelios, la Torá y los libros proféticos de los judíos han sido olvidados, malinterpretados y distorsionados por sus seguidores. Basados en esa perspectiva, los musulmanes ven el Corán como la corrección a los errores del cristianismo. Por ejemplo, los musulmanes rechazan la creencia en la Trinidad, y otras expresiones de divinidad de Jesús, como incompatibles con el monoteísmo.
Las dos creencias han experimentado a menudo controversias y conflictos (un ejemplo son las Cruzadas) aunque también han existido relaciones de bien mutuo. Las escrituras del teólogo Tomás de Aquino suelen citar aquellas del filósofo judío Moisés Maimonides, así como las del pensador musulmán Averroes ('Ibn-Rushd).
El 6 de mayo de 2001, el papa Juan Pablo II, el primer papa en orar en una mezquita, entregó un escrito en la mezquita de Omayyad en Damasco, diciendo: «Es importante que los musulmanes y los cristianos continúen explorando las preguntas filosóficas y teológicas en conjunto, para poder obtener un conocimiento más objetivo y comprensivo de cada creencia religiosa del otro. El mejor entendimiento mutuo seguramente llevará, a nivel práctico, a una nueva forma de presentar nuestras dos religiones no en oposición, como ha sucedido a menudo en el pasado, sino en asociación para el bien de la familia humana».

### Otros
Las relaciones cristiano-hindúes han tenido destinos encontrados. Por una parte, la tendencia natural del hinduismo ha sido el reconocer las bases divinas de muchas otras religiones y reverenciar a sus fundadores y santos practicantes. Por otra parte, las percepciones de un proselitismo agresivo por parte del cristianismo han generado un despliegue de violencia anticristiana, a menudo alimentada por los partidos políticos nacionalistas hindúes. En países occidentales, el Vedānta ha influenciado a algunos pensadores cristianos, mientras que los movimientos antisectistas han reaccionado en contra de actividades de gurús inmigrantes y sus seguidores.
El budismo y el protestantismo se vieron en conflicto político en el siglo XIX en Sri Lanka, con la final ofuscación del cristianismo; y en el Tíbet alrededor de 1904 (la expedición Younghusband) con el mismo resultado. Varios acontecimientos han originado ciertas tensiones en la teología budista y la meditación de varias generaciones de buscadores espirituales occidentales (incluyendo las religiones católicas), al punto de que el budismo se ha convertido en un “competidor” menor del cristianismo en su “hogar”. Sin embargo, las relaciones son en general buenas, excepto quizás en Corea del Sur y Vietnam. La república rusa de Kalmykia reconoce al budismo tibetano y a la ortodoxia rusa como sus religiones oficiales.
Grupos occidentales esotéricos y mágicos se han levantado a menudo para protestar contra el cristianismo. Algunos de estos, como la teosofía o la cientología, han producido polémicas hostiles en contra del cristianismo.

## Cristianismo y persecución

### Clases de persecución religiosa
Al discutir la persecución, se debe distinguir con cuidado entre:
1. Persecución oficial del Estado.
2. Actos de violencia popular (que pueden ser tácitamente permitidos por el Estado).
3. El efecto colateral de guerras u otras agitaciones sociales.

### Orígenes y difusión
Antes del Edicto de Milán (313), el cristianismo primitivo era un movimiento ilegal, el cual muchos consideraban antisocial y ateo debido a que se comportaba como una secta subversiva contra el imperio. Eran muy comunes las rebeliones y las revueltas por parte de cristianos en el antiguo imperio, convirtiéndose en una amenaza para la sociedad. Según Tertuliano, “Los cristianos tienen la culpa de todo desastre público y toda desgracia que sobreviene al pueblo. Si el Tíber sube hasta los muros, si el Nilo no sube e inunda los campos, si el cielo retiene la lluvia, si hay un terremoto o hambre o plaga, enseguida surge el clamor: «¡Los cristianos a los leones!»”. Un dibujo encontrado en Roma en el que un hombre con la cabeza de un asno cuelga de una cruz, corrobora la idea que tenían los paganos con respecto al cristianismo. Muchos cristianos primitivos murieron en el martirio, algunas veces en la arena, después de rehusar renunciar a su fe.

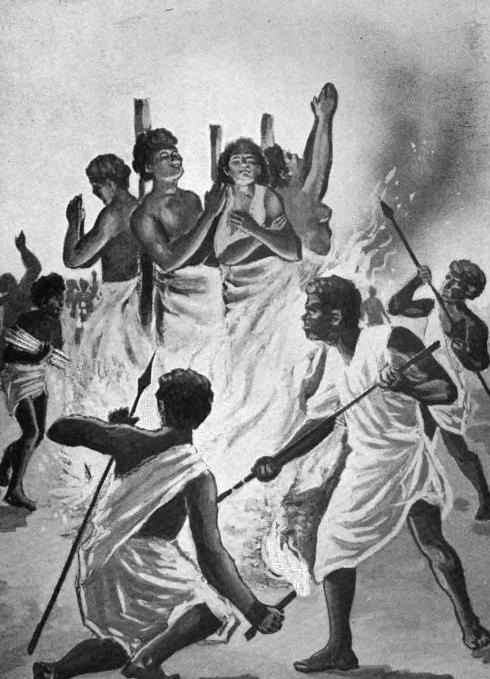
Aproximadamente 150 000 cristianos murieron durante el reinado de Ranavalona I en Madagascar.

Además de los motivos religiosos, también existen motivos políticos. Muchos emperadores se deificaban a sí mismos y exigían a los súbditos de su imperio el que adoraran sus estatuas colocadas en las plazas de las ciudades; igualmente exigían se les dirigiera como hijos de dioses y señor de señores. Los cristianos se negaban a realizar estos actos, debido a que para ellos era herético decirle hijo de Dios a otro que no fuera Jesucristo, lo mismo que señor de señores, al igual que la adoración de estatuas. Por ello, los cristianos solían ser vistos como renegados políticos que iban contra el statu quo establecido, lo que propiciaba también sus persecuciones.
De acuerdo a los datos aportados por el historiador Edward Gibbon en la parte VIII del capítulo XVI de su “Decadencia y Caída del Imperio romano” se presenta el cálculo de un máximo de 2000 víctimas cristianas durante la Gran Persecución (303-313 d. C.) y un estimado total de 4000. Kenneth Humphreys afirma en un cuadro detallado que las persecuciones llevadas a cabo por el poder romano se produjeron en períodos intermitentes y muy restringidos.
Una vez legalizado el cristianismo con el Edicto de Milán, los cristianos, alentados primero por los privilegios que les garantizó Constantino I y luego por la declaración del cristianismo como religión exclusiva del Imperio romano que promulgó Teodosio en el 380 d. C. mediante el Edicto de Tesalónica, expandieron la nueva religión por el mundo pagano.
Los cristianos han perpetrado asimismo numerosas y sangrientas persecuciones. En tiempos antiguos, las turbas cristianas solían hostigar a los paganos y destruían sus templos, incluso con apoyo del poder civil.
Los cristianos no solo han perseguido a seguidores de otras religiones, sino también a otros cristianos. Bizancio suprimió las iglesias no calcedonias; los ejércitos de las Cruzadas saquearon Bizancio; protestantes y católicos pelearon en la Guerra de los Treinta Años. También se pueden mencionar la caza de brujas al principio de la Europa moderna.

### SiglosXXyXXI
Antonio Socci estimó que alrededor de 70 000 000 de cristianos fueron asesinados por su fe en dos milenios, de los cuales 45 500 000 (es decir, 65 % del total) fueron muertos en el siglo XX por su condición de cristianos. Solo en España, durante la Guerra civil de 1936-1939, fueron asesinados más de 6800 eclesiásticos. Los datos de Socci, sin embargo, han sido cuestionados por distintos estudiosos quienes apuntan a que las cifras dadas por Socci son un cálculo personal, no diferencia entre perseguidos por razones políticas y aquellos por razones religiosas y utilizan fuentes como la World Christian Encyclopedia.
Igualmente ha habido quejas sobre discriminación en diferentes contextos, tanto por parte de cristianos como en contra de cristianos.[cita requerida] Como ejemplos actuales se pueden nombrar: las restricciones gubernamentales griegas y rusas para las actividades religiosas no ortodoxas; la violencia antiaborto en Estados Unidos y la “problemática” de entrada a Irlanda del Norte, respectivamente.[cita requerida]
Según un informe publicado por Ayuda a la Iglesia Necesitada, alrededor de 350 millones de cristianos sufren persecución o discriminación religiosa en el mundo.

## Críticas al cristianismo
A lo largo de la historia, muchas personas y sociedades han realizado críticas al cristianismo, a las iglesias cristianas y a los propios cristianos. Algunas críticas van especialmente dirigidas a los creyentes, a las enseñanzas o a la interpretación de las escrituras sagradas. La respuesta de estas críticas por parte de los cristianos se denomina apologética cristiana.

### En inglés
- Archibald Robertson, The Origins of Christianity (1954, rev. ed. 1962). (libro virtual)
- The Story of Christianity por Justo L. González (1984, 1985, 1999, ISBN 1-56563-522-1)
- Christian Theology: An Introduction por Alister McGrath (ISBN 0-631-22528-5)
- Christian Theology Reader por Alister McGrath (ISBN 0-631-20637-X)
- Mere Christianity. C.S. Lewis
- Systematic Theology, una trilogía ecuménica por Thomas Oden
  - Volume 1: The Living God (1992, ISBN 0-06-066363-4)
  - Volume 2: The Word of Life (1992, ISBN 0-06-066364-2)
  - Volume 3: Life in the Spirit (1994, ISBN 0-06-066362-6)
- The Christian Tradition: A History of the Development of Doctrine. Jaroslav Pelikan. 5 Volúmenes, publicados entre 1971-1989.

- Datos: Q5043
- Multimedia: Christianity / Q5043
- Diccionario: Cristianismo
- Noticias: Categoría:Cristianismo
- Citas célebres: Cristianismo
- Textos: Cristianismo